# Mitsubishi Galant
El Mitsubishi Galant es un automóvil de turismo del segmento D producido por el fabricante japonés Mitsubishi Motors desde el año 1969 hasta 2012. Su nombre proviene de la palabra francesa "galant", que significa lo mismo que su homónimo en español "galán" o "caballeroso". Ha habido nueve generaciones distintas del vehículo, que suman más de cinco millones de unidades vendidas a lo largo de su producción. El Galant comenzó a producirse como sedán, pero también ha tenido versiones cupé, familiar y liftback. Su producción inicial fue en Japón, pero desde 1994 el mercado americano se ofreció a producir vehículos en la antigua Diamond-Star Motors (DSM), en Normal, Illinois.

## Primera generación (de 1969 a 1973)
La primera generación del vehículo se conoció como "Colt Galant" y se puso a la venta en diciembre de 1969 por una nueva concesión de Mitsubishi en Japón llamada Galant Shop. El diseño fue apodado "Dynawedge" por Mitsubishi, debido a su aerodinamismo. Salieron a la venta 3 modelos que montaban el motor "Saturn" en cilindradas de 1.3 (AI) o 1.5 (AII y AIII). En septiembre de 1971, se reemplazaron dichas versiones por otras de 1.4 y 1.6 litros. En enero de 1973 salió a la venta una versión superior con 115 CV (84,6 kW) de 1.7. Al principio solo estaba disponible la versión 4 puertas sedán, pero en 1970 se añadieron las variantes 5 puertas y 2 puertas con capota rígida (A53), esta última fue la primera producción de Mitsubishi con ventanillas laterales totales, careciendo de pilares laterales. En marzo de 1973, con tan solo 2 meses de producción, llegó la versión "MCA-II" definitiva del 1.6. Con 97 CV (71,3 kW), 3 CV menos que la versión normal.
El Galant se consideró un competidor de Toyota Corona, Nissan Bluebird, Honda Accord y Mazda Capella. Se convirtió en el primer vehículo de Mitsubishi vendido en los Estados Unidos en 1971 cuando Chrysler Corporation, el nuevo socio, comenzó a importar el coche bajo el nombre de Dodge Colt. También fue producido por Chrysler Australia y vendido como una variante del Chrysler Valiant bajo el nombre Chrysler Valiant Galant. En Sudáfrica, el A53 Colt Galant llegó a finales de 1972 bajo el nombre Dodge Colt 1600 GS (serie AY). Se produjo en las versiones 1300 y 1600, pero solo se vendió la versión cupé de capota rígida para dar una imagen deportiva del vehículo. Tenía una potencia de 97 CV (71,3 kW) a 6700 rpm.

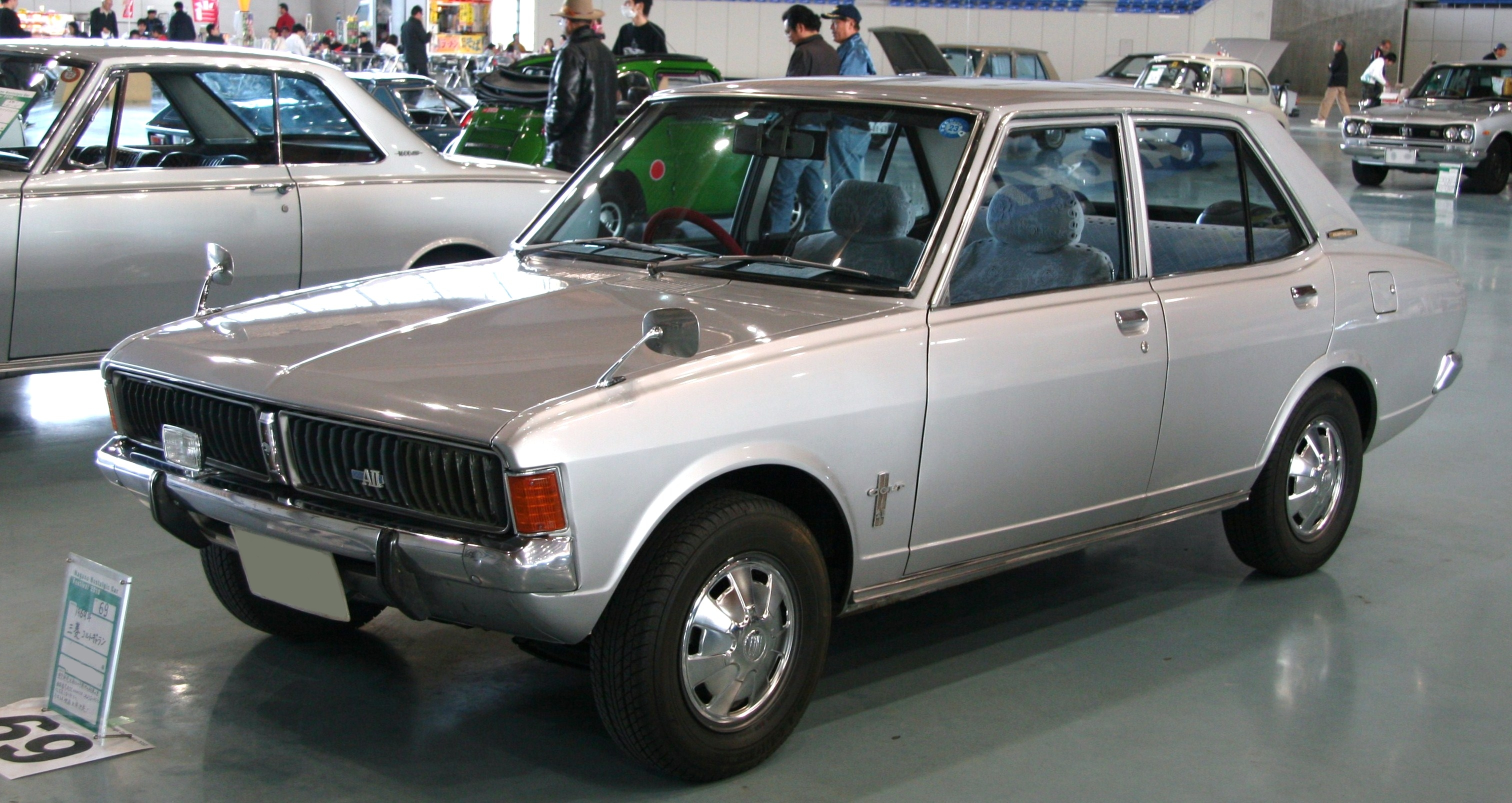
Mitsubishi Colt Galant A II de 1969 (sedán)

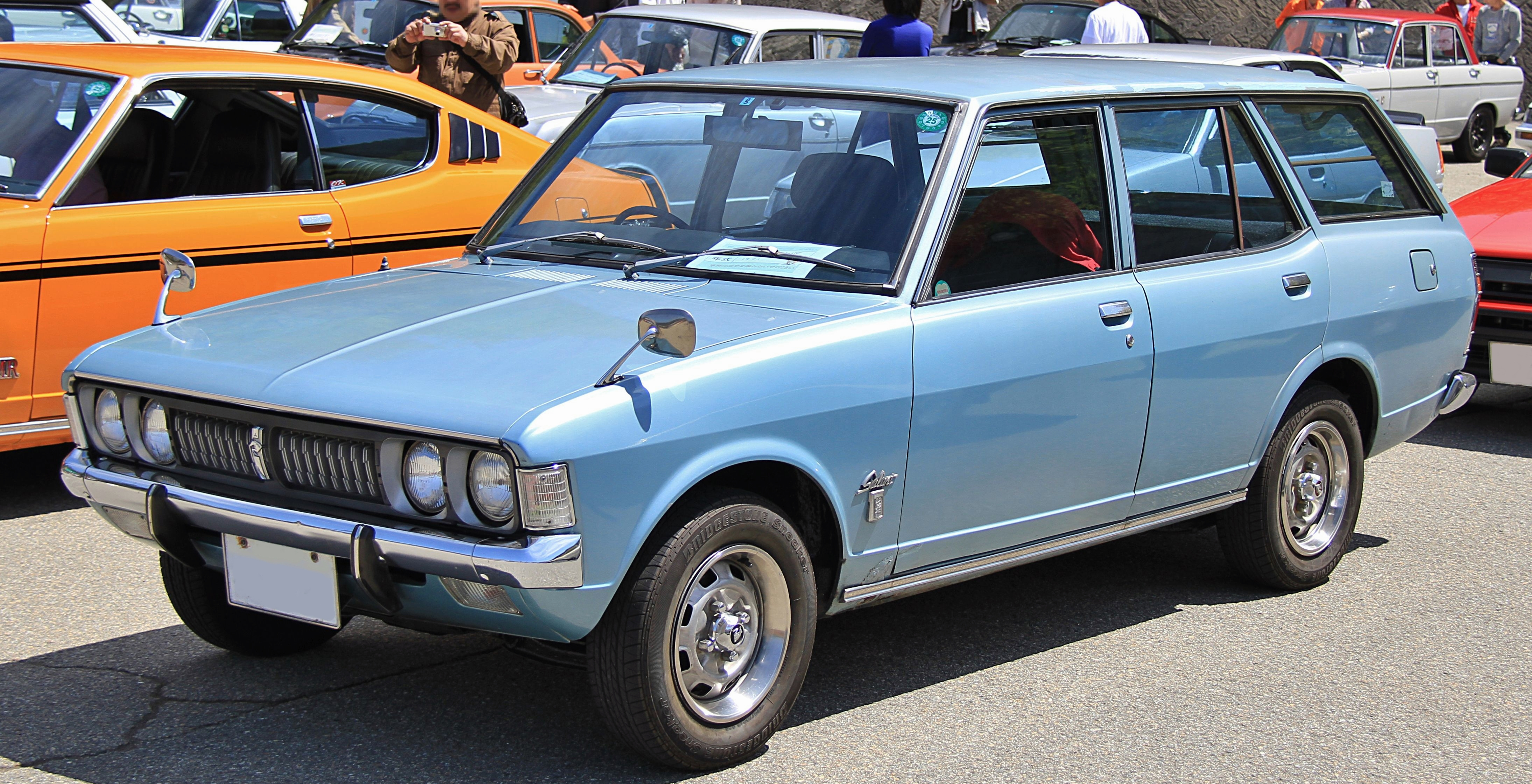
Mitsubishi Colt Galant Estate V 16L GL de 1971

En 1970, se empezó a fabricar un modelo cupé, el Galant GTO. Con un aspecto más americano, inspirado en los muscle car, con capota rígida y dos motores "Saturn" o el motor "Astron 80" de 2 litros, a elección, hasta 1975. Dicho nombre fue muy aclamado en Japón, tanto que 20 años más tarde, en 1990, resurgiría un Mitsubishi GTO cupé.
Un segundo cupé, más compacto, con un chasis 12 cm más corto, salió a la venta en 1971, el Galant FTO. Con un motor 4G41 de Mitsubishi de 1.4 L, dejaría un legado para la compañía que resurgirá en 1990 con el Mitsubishi FTO.

### Nueva Zelanda
Se importó un número limitado de unidades del Colt, en versión cupé, de 1.6 L para establecer la marca Mitsubishi en Nueva Zelanda a partir de 1971, cuando el distribuidor Todd Motors, que también importó Hillman y Chrysler, empezó a vender un número reducido de vehículos japoneses para suplir sus modelos Hillman Avenger y Hunter.
El cupé se fabricó en Nueva Zelanda desde 1972, en primer lugar en la fábrica Todd's Petone, con la línea del Avenger/Hunter y a partir de 1974, en una nueva fábrica en Porirua (que cerró en 1998).

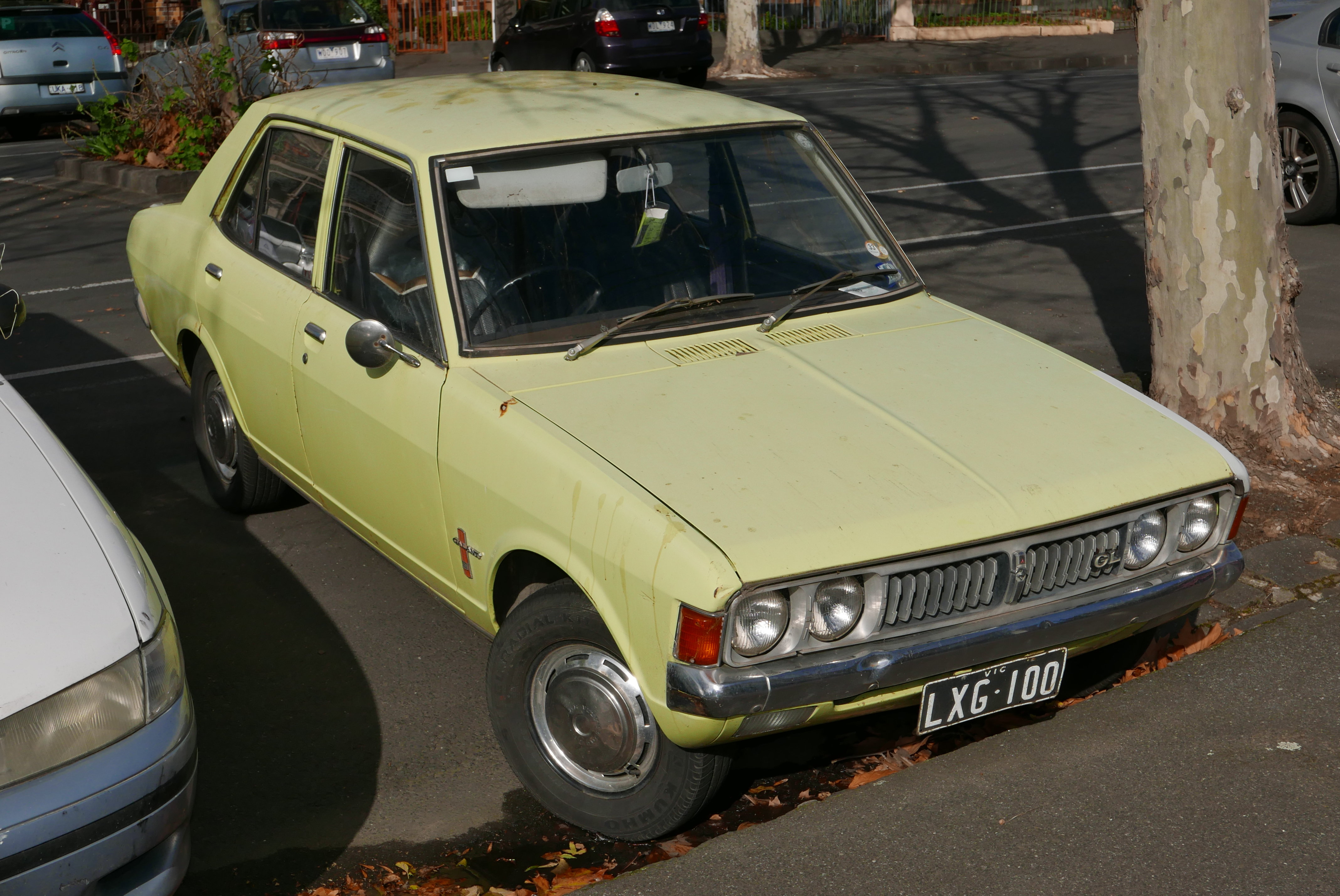
Chrysler Valiant Galant (GB) GL
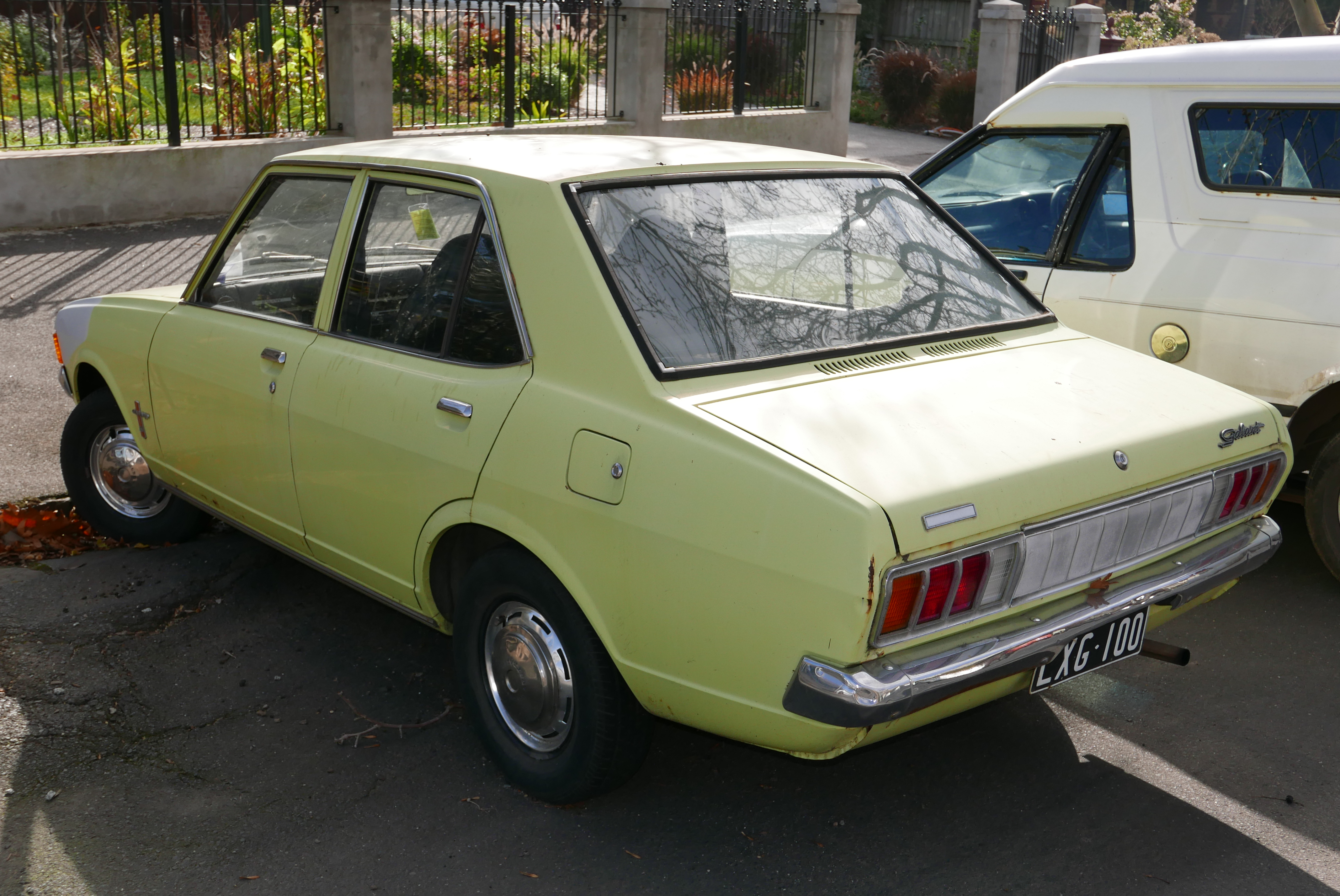
Chrysler Valiant Galant (GB) GL

## Segunda generación
La segunda generación de Mitsubishi Colt Galant A11* se fabricó desde 1973 hasta 1976. Se introdujo al mercado doméstico japonés el 24 de mayo de 1973 (a la venta el 1 de junio), la segunda generación de Galant se puso en venta con una mayor ambición de crecimiento. Volvió a ponerse venta por Chrysler en distintos aspectos; como el Dodge Colt en Estados Unidos, el Plymouth Colt y Plymouth Cricket en Canadá (desde 1974), como Chrysler Valiant Galant y Chrysler Galant en Australia y como Colt Galant en Europa. Las transmisiones incluían dos versiones manuales, una de 4 velocidades y otra de 5 velocidades para los modelos deportivos. También había una versión de 3 velocidades automática. El motor más pequeño de 1.6 litros también estaba disponible en la versión "MCA-II" desde 1973, un modelo que cumplía las emisiones de Japón en 1975. Esta versión fue menos potente, con 97 CV (71 kW) en contraste con los 100 CV (74 kW) del motor del modelo anterior.
Este nuevo modelo del Galant era más curvo, influenciado por el estilismo de la época con motores "Astron" más grandes, que sacan hasta 125 CV en 2000 cc para complementar las unidades "Saturn". Durante la segunda generación, los primeros motores "Astron 80" se introdujeron en algunos mercados con nueva tecnología de Mitsubishi "Silent Shaft", reduciendo ruido y vibraciones. La carrocería mantuvo el aspecto de la primera generación en sus modelos sedán, ranchera y cupé de capota rígida sin pilares laterales. Se añadieron nuevos modelos a la línea, incluyendo GL-II, SL-5, GT y GS-II. La versión ranchera (A112V, vendida como vehículo comercial en Japón) solo estaba disponible con el motor de 100 CV y 1600cc, en Custom, GL o SL-5 (con transmisión manual de 5 velocidades). Tenía detalles en madera, como la traviesa del portón trasero.
La versión cupé de capota rígida de Nueva Zelanda, ahora con 1855 cc volvió a fabricarse en Todd Motors, en Porirua. Todd planeó lanzar el Galant Sigma, sedán y ranchera, más grande, a finales de 1977, importando aun así los modelos British Avenger y Hunter.
En Sudáfrica, el Dodge Colt 1600 GS llegó a finales de 1975 (serie YB) para reemplazar el AY. La nueva carrocería tenía unas ruedas más anchas y sus prestaciones eran mejores, además tenía una caja de cambios de cinco velocidades. En agosto de 1976, se le cambió el nombre a Chrysler Colt y el nuevo GS II montó un motor de 2.0 litros y 85 kW (116 CV). El 1600 también comenzó a estar disponible en un modelo menos deportivo, denominado GL, y un modelo de 4 puertas con capota rígida. Este modelo marcó una distancia entre los productos Chrysler de Gran Bretaña y Australia, reemplazando el Chrysler Vogue con dicho modelo 4 puertas. Solo 3 meses después, Chrysler Sudáfrica tomó cartas en el asunto. Mitsubishi continuó su producción en Sigma Motor Corporation.

## Tercera generación
La tercera generación de Mitsubishi Galant se introdujo en 1976, bajo el nombre de Galant Σ (Sigma). En otros mercados a los que se exportó se le conoció como Galant a secas. En aquel entonces, al Dodge Colt en América se le empezó a llamar Mitsubishi Lancer, no Galant, pero no obstante la variante ranchera se vendió bajo el nombre de Dodge Colt en EE. UU. y Canadá. En Australia, donde se fabricaban en la planta de Clovelly Park de Chrysler, se le conoció como Chrysler Sigma y tras la compra de Chrysler Australia por parte de Mitsubishi, como Mitsubishi Sigma. En el mercado australiano se incluyó un motor Astron de 2.6 litros (en 1980) que, en diciembre de 1985, se reemplazó por los motores de 1.6, 1.85 y 2.0 litros.
La versión ranchera se introdujo en 1977, poco después que el sedán. En 1976 se introdujo una nueva versión cupé de dos puertas que reemplazó al Galant GTO. Conocido en Japón como Galant Λ (Lambda). La versión cupé se vendió en Estados Unidos entre 1978 y 1980 como Dodge Challenger y Plymouth Sapporo.
Mitsubishi introdujo el motor MCA-Jet en Japón y otros mercados de control de emisiones con su último Galant. Este incorporaba la "jet valve", una válvula de admisión secundaria que mejoraba las emisiones sin tener que rediseñar por completo la culata. En 1978, Mitsubishi creó en Japón una canal de ventas dedicado de concesionario, llamado (en japonés: Galant Restaurant), donde se vendían Galant y demás vehículos. Tras 1977 se dejó de fabricar la versión de 1850cc, ya que Mitsubishi se centró en los motores de 1.6 y 2.0 litros. La gama Galant recibió un frontal con faros individuales rectángulares en marzo de 1978. Siete meses más tarde, dicho diseño frontal se sustituyó por uno con dos faros cuadrados. Los modelos con motores que pasaron los estándares de 1978 cambiaron de la gama A120 a la A130. Mitsubishi tenía recursos limitados y la elección de líneas para el Galant se redujo a uno de 1.6 y otro de 2.0 con 86 CV (63,3 kW) y 105 CV (77,2 kW), a comienzos de 1979.

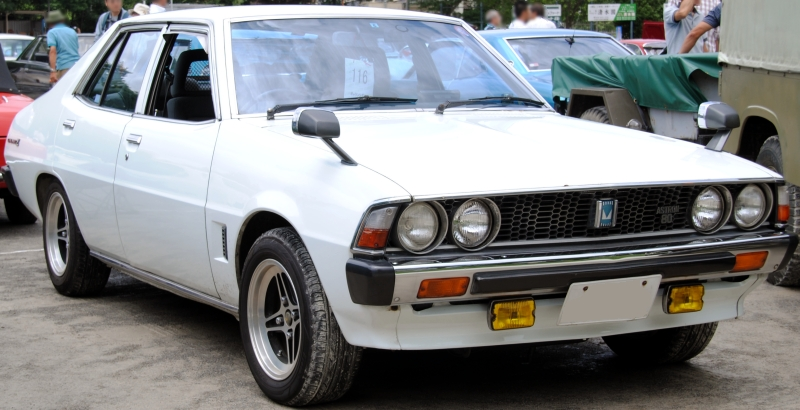
Segundo frontal 2000GSL (A123)

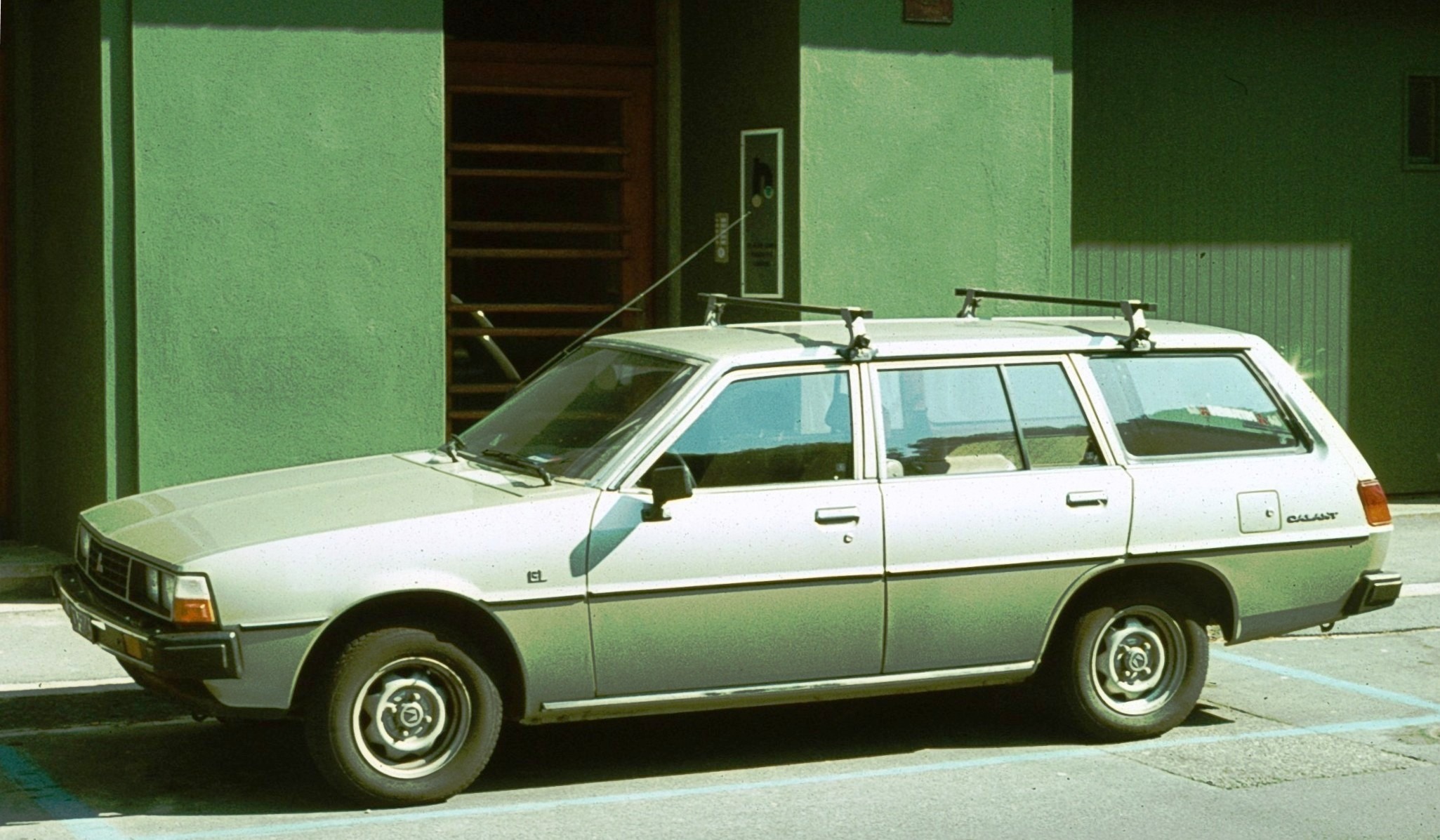
Mitsubishi Galant Ranchera (A131)

Todd Motors montó en un principio los motores 1.6GL, 1.85GLX y 2.0GLS para los modelos sedán en Nueva Zelanda, el GLS con transmisión manual de 5 velocidades y una versión opcional de 3 velocidades automática. Estos fueron los primeros Mitsubishis fabricados en Nueva Zelanda con antivaho en la luneta por defecto. Para satisfacer con el estándard propuesto de componentes de procedencia local, los primeros coches montaron guarnecidos del techo desarrollados localmente sujetos por varillas, conocidos por su tendencia a descolgarse sobre las cabezas de los pasasjeros, reemplazados rápidamente por guarnecidos de espuma sujetos con adhesivo. La gama posteriormente fue revisada con la adición de la versión Station wagon y la desparición del motor 1.850 cc..
La tercera generación de Mitsubishi Galant recibió un premio al coche del año en Sudáfrica en 1977. En Sudáfrica, donde lo fabricaba Sigma Motor Corporation, se vendió como Colt Galant. Originalmente con motor de 1.6 y 2.0 litros y una versión automática de 2.6 litros, que se vendió a mediados de 1979. El 2.6 llegó más tarde, a mediados de 1979 también se modificó el frontal en Sudáfrica, con los nuevos motores de baja inercia. La potencia del 2.0 siguió siendo 65,5 kW (89 CV), pero las pruebas dieron como resultado un mayor rendimiento.

## Cuarta generación

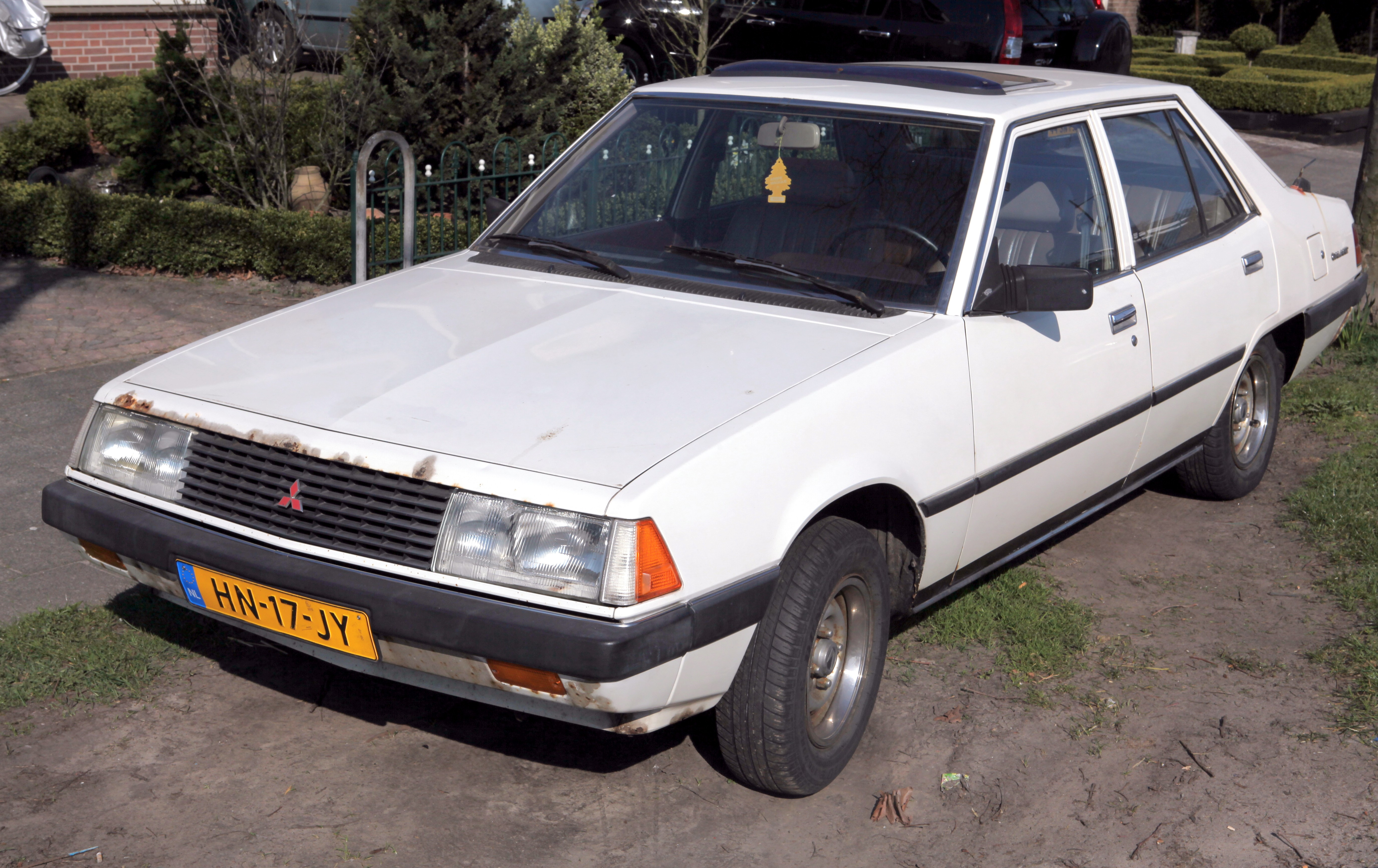
Mitsubishi Galant 1600 EL

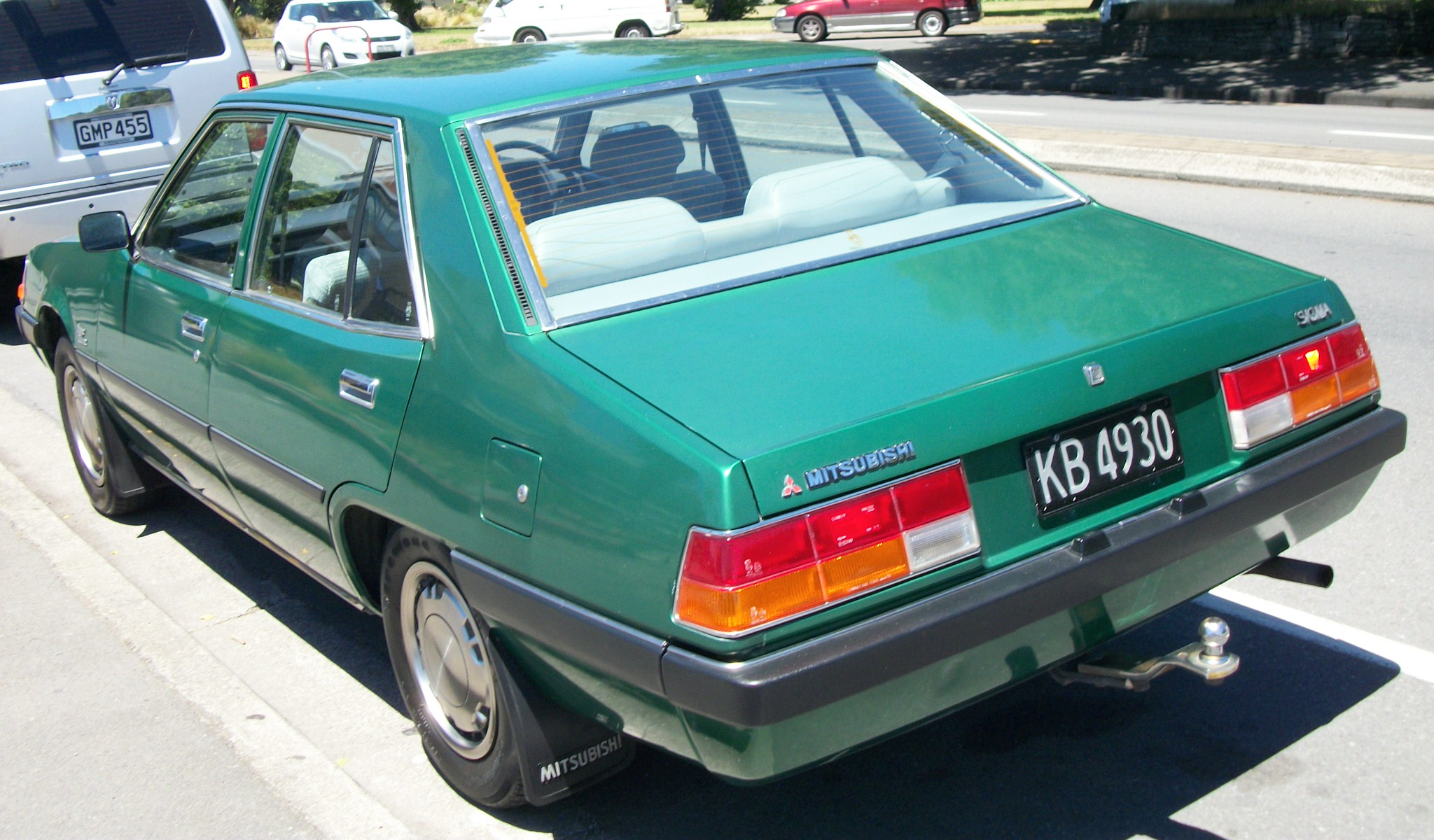
Mitsubishi Sigma Super Saloon

La cuarta generación de Mitsubishi Galant Σ/Eterna Σ debutó en varios aspectos con innovaciones para Mitsubishi. El coche se vendió como Mitsubishi Galant en la mayoría de mercados, pero en Australia y Nueva Zelanda siguió llamándose Mitsubishi Sigma. La cuarta generación sedán y cupé fue era de mayores dimensiones que la tercera generación. Además se puso un mayor énfasis en la ergonomía, la aerodinámica y la seguridad. Se aumentaron las dimensiones de todo el habitáculo, permitiendo una mayor capacidad. El interior se redecoró con tapizados y materiales acústicos de doble capa. La versión ranchera familiar también sufrió cambios, aunque el cortafuegos siguió idéntico al de la versión anterior.
El nuevo motor "Sirius" llevaba un turbocompresor para satisfacer a los entusiastas del rendimiento en ciertos mercados, con 145 CV (106,6 kW) en el mercado japonés y 156 CV (114,7 kW) en los mercados de importación, para cumplir con las emisiones exigidas. Se introdujo un nuevo sistema de inyección electrónico en ciertas versiones gasolina del motor Astron. Para potenciar la economía, se vendió también con el motor 'Astron' 4D55, el primer motor turbodiésel para un utilitario japonés. Por raro que parezca, el Galant de cuarta generación nunca se ideó para llevar un motor diésel. El motor 2.3 Turbo D tenía 84 CV (62 kW), lo suficiente para considerarse "deportivo" en aquellos tiempos, siendo el primero expuesto en el Salón del Automóvil de París de 1980. El diésel sufrió varios problemas de fiabilidad al principio; pero se rediseñó en 1982 la culata, solventando dichos problemas.
Mitsubishi podía haber pedido la construcción de un coche que fuese galardonado, habiendo sido nominado a coche del año en 1981 en Nueva Zelanda. Los coches vendidos montaban motores 1.6 y 2.0 y distintas elecciones de transmisión. Las versiones familiares tenían el estilo antiguo con un interior y un morro nuevos. La producción de versiones familiares continuó en Australia hasta 1987, hasta que se sustituyó por la Magna.
De 1982 a 1983, algunos Sigmas australianos, que montaban motores 2.0 y 2.6 de cuatro cilindros en línea, se exportaron a Reino Unido con la insignia de Lonsdale, intentando eludir los impuestos y restricciones de importación de vehículos japoneses. Sin embargo no tuvo éxito y en 1983 y 1984 se portaron las insignias de Mitsubishi Sigma en Reino Unido, hasta que se dejó de importar.
La versión cupé de dos puertas también se rediseñó en 1980 y se vendió hasta 1983. Continuaba llamándose Galant Λ/Eterna Λ en el mercado japonés, la cuarta generación se llamó Mitsubishi Scorpion en Australia y Dodge Challenger o Plymouth Sapporo en los Estados Unidos.

## Quinta generación (de 1983 a 1989)

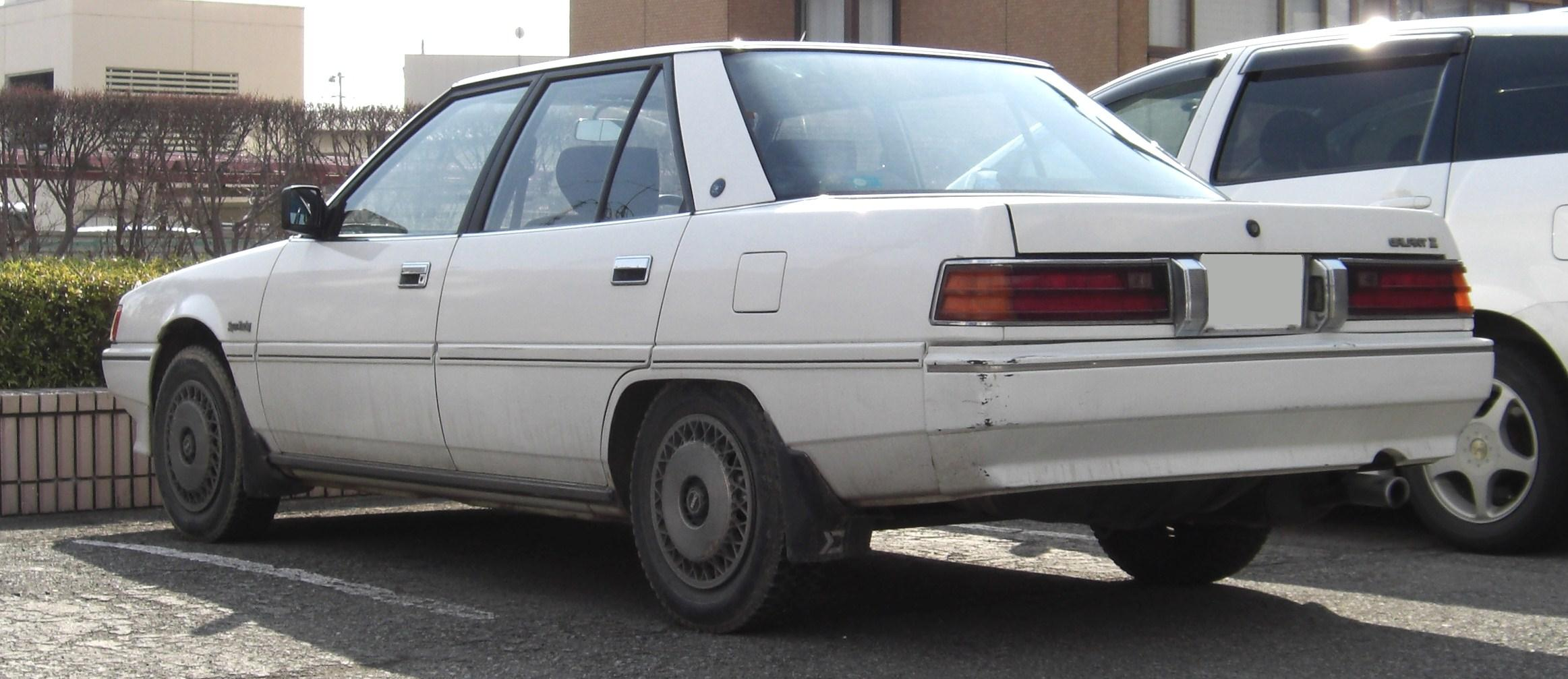
Mitsubishi Galant Σ sedán

La quinta generación cambió a tracción delantera en 1983 con un sedán y una versión de capota rígida 4 puertas (con distintos estilos). Los nuevos números de chasis marcaban dicho cambio, del E11A al E19A. Esta generación establecieron las bases del Mitsubishi Magna producido en Australia (ensanchado 100mm más) desde 1985, en cuyo año Mitsubishi ganó el premio del Volante de Oro en el Bild am Sonntag, en Alemania; así como el premio a coche del año bajo la titularidad del Galant. Mitsubishi Motors puso códigos de nombre a estos coches como "YF" y "YFW", este último con la "W" de "wide", ancho en inglés.
La versión familiar fue sustituida por la Mitsubishi Chariot en la mayoría de mercados. El Galant fue el tercer coche japonés en adoptar frenos antibloqueo a las cuatro ruedas, mediante los sistemas ABS de Bosch.
Cada modelo tenía unas características, dependiendo del mercado al que iba destinado: los GL tenían motores 1.6 y 1.8, los GLS (o GLX) tenían 2.0 (con insignias 2000 GLS) y turbodiésel Sirius 1.8, siendo simplemente 1800 TD. En Japón montaba una transmisión de cuatro marchas a la que se llamó Super Shift, instalando una caja de cambios, sin aplicar ningún eje de transmisión a las ruedas traseras. El Super Shift se dejó de fabricar tras implementar la transmisión manual de 5 velocidades.
En el mercado japonés salió una línea paralela llamada "Eterna", con leves diferencias en aspecto y equipamiento.

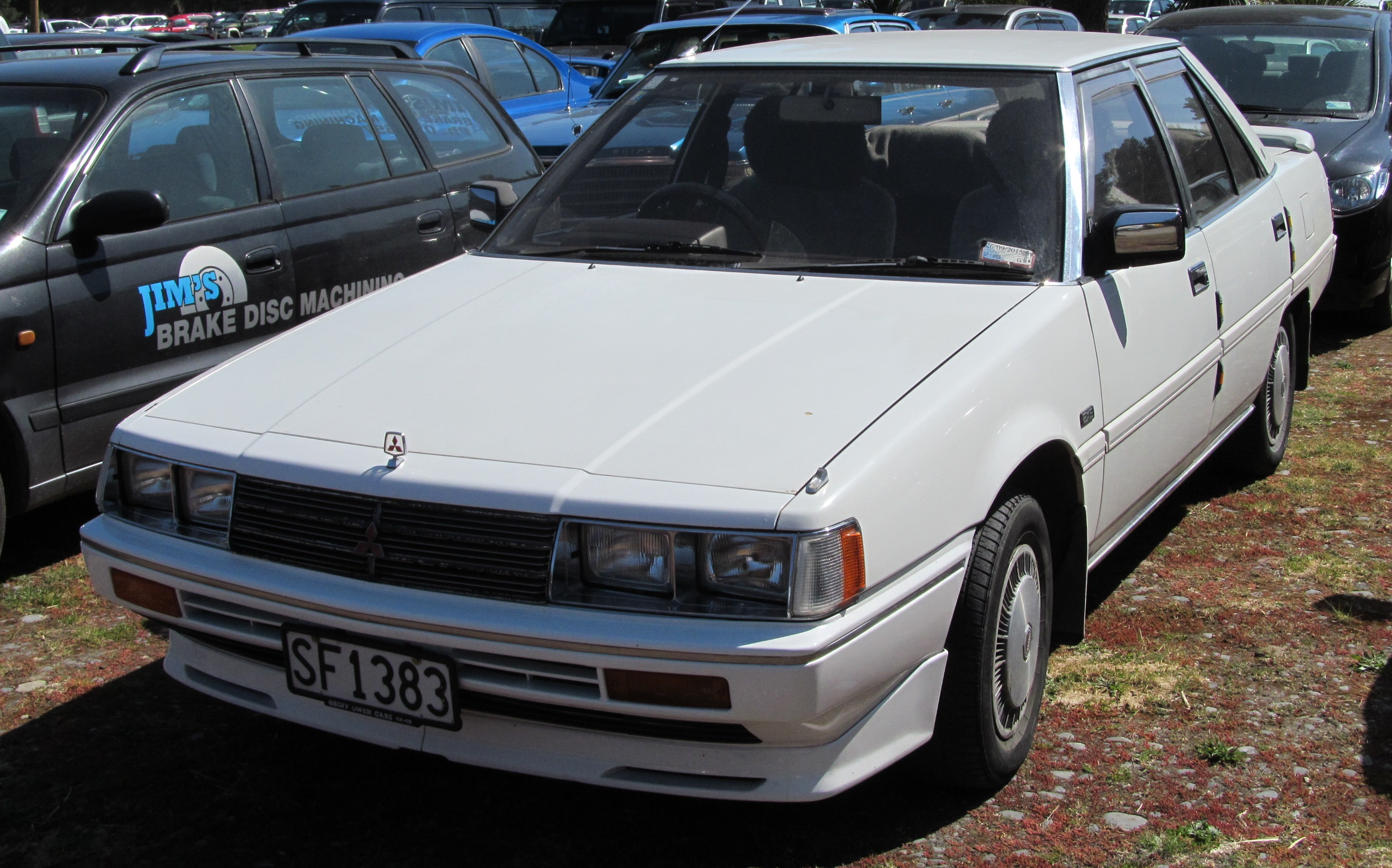
Mitsubishi Eterna EXE

El nivel de equipamiento en Japan tenía nombres más interesantes, el LS y LG se presentaron en el Salón del Automóvil, además de Super Touring, Super Exceed, GSR-X y el más lujoso, Royal. Los mejores modelos de Japón (el "Super Exceed" sedán o el "VR" de capota rígida) tenían 200 CV (147 kW) (posteriormente 170 CV) con turbo e intercooler y un motor "Sirius Dash de 3/2 válvulas". Este motor alterna entre 2 y 3 válvulas por cilindro para combinar una potencia de gama alta con un manejo de gama baja, obteniendo resultandos económicos en la práctica.
En los EE. UU. se comenzó a vender el modelo del año 85; siendo el primero Galant vendido desde las rancheras comercializadas como Dodge Colt años antes.
Esta generación acabó sustituyéndose en 1988 por la sexta (ver más abajo). Pero la versión australiana siguió produciendo hasta 1991, cuando se sustituyó por la nueva generación del Magna, mientras que la gama japonesa con capota rígida se sustituyó por el Sigma/Diamante en 1990. Además, la versión sedán taxi de motor 1.8 LPG siguió fabricándose en Japón hasta diciembre de 1999, cuando Mitsubishi abandonó dicho mercado. Durante su último año de producción, este año recibió una versión LPG con un motor "4G93" de 1834 cc.
Nueva ZelandaSigma y V3000
La quinta generación del Galant se introdujo en el mercado neozelandés a mediados de 1984 como Mitsubishi Sigma. Fabricado por Todd Motors, los distribuidores de Mitsubishi en Nueva Zelanda, Sigma montó motores de 1.8 y 2.0, el 2.0 con la opción de transmisión automática y turbo en ciertos modelos.

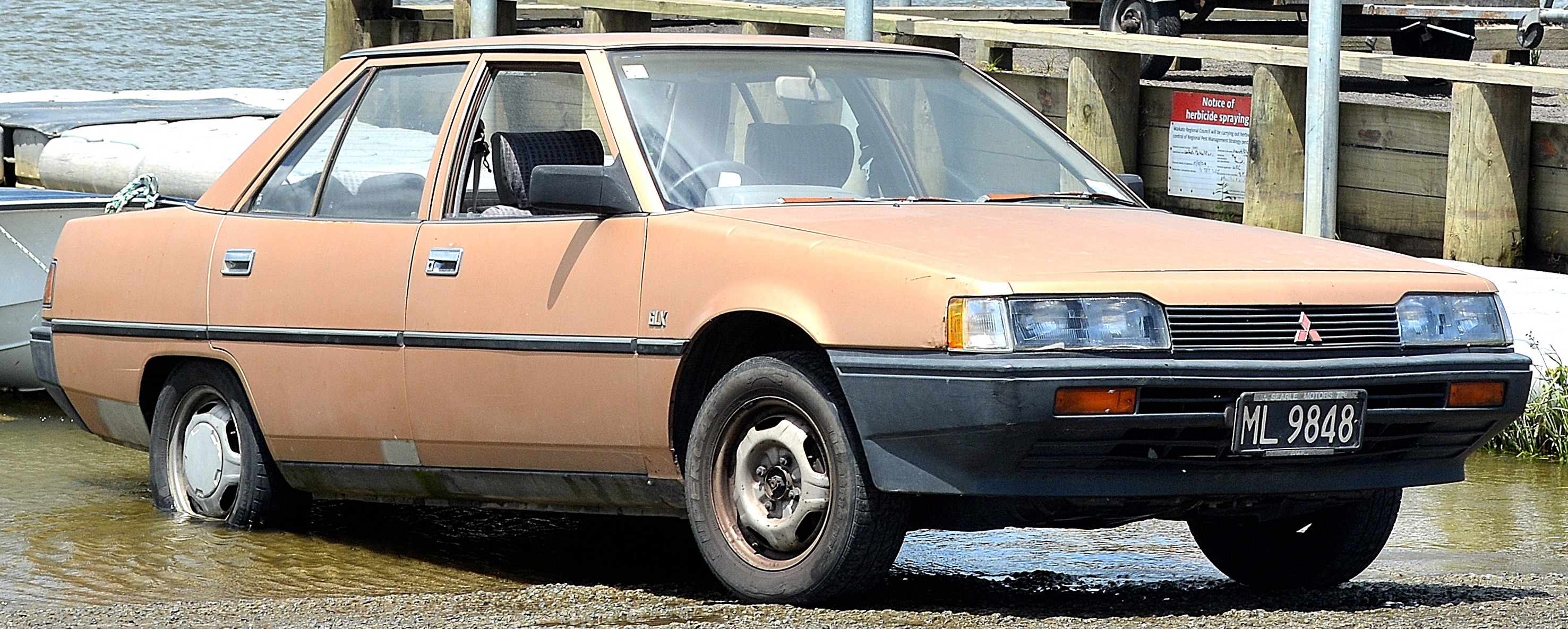
Mitsubishi Sigma GLX

Había distintos modelos de acabados interiores, GL, GLX, GSR, Super Saloon y SE. Las mejores versiones SE tenían características del Sigma, llantas de aleación, cuadro digital, climatizador con aire acondicionado, control de crucero, limpiaparabrisas intermitente con sensor de velocidad y tapizado interior en tonos salmón, que se sustituyó por tonos rojo oscuro en 1985.

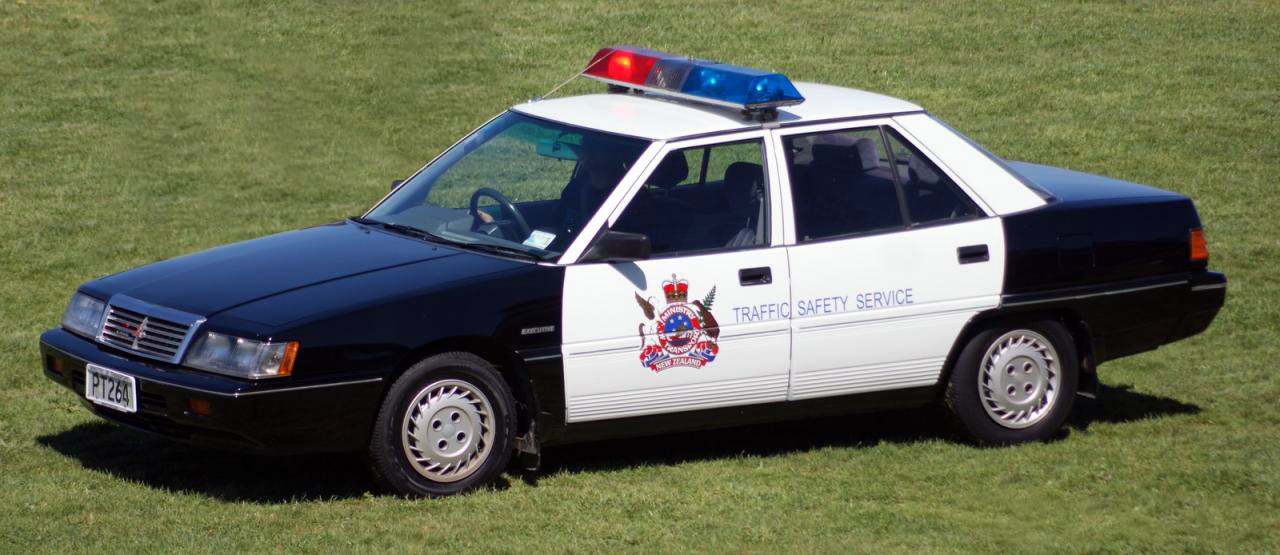
Mitsubishi V3000 de la policía, entre 1990 y 1991

La trasera del coche se modificó tras un restyling que se llevó a cabo en 1984. La placa de matrícula se encontraba sobre el parachoques trasero, pero en 1985 y 1986 se rediseñó, colocándola bajo el parachoques. También se modificaron los pilotos traseros en 1987, además el espacio de la matrícula volvió a su posición original.
El año 1987 fue crucial para Mitsubishi en Nueva Zelanda, ya que se llevó a cabo la compra de Todd Motors.
Sin embargo, la sexta generación del Galant se introdujo en 1988, pero la quinta siguió fabricándose. Mitsubishi Motors de Nueva Zelanda decidió seguir fabricándolos ya que eran únicos para Nueva Zelanda, con un motor V3000 de 3.0cc V6 con 110 kW (149,6 CV). El V3000 se desarrolló específicamente para darle a Nueva Zelanda un Mitsubishi familiar con un motor 6 cilindros, ideal para remolcar barcos o caravanas y hacer competencia a los modelos de importación Ford Falcon (EA) y Holden Commodore (VN).
La trasera del anterior modelo del Sigma se mantuvo, pero el frontal se cambió por uno más formal, con parrilla de calandra cromada (el capó y la parrilla eran del tope de gama del Sigma SE) y se mejoró la suspensión. El V3000 estaba en modelos Executive, Super Saloon y SEi, añadiendo posteriormente la Luxury con cuadro digital. Más tarde se añadió una versión deportiva del Elante, basada en el Executive. El motor V6, combinado con elementos ligeros, sacan un montón de rendimiento; las patrullas policiales de Nueva Zelanda sustituyeron sus vehículos, reemplazando el Sigma GSR Turbo. Estos vehículos policiales tenían la suspensión del Elante, con opción en otros modelos. En 1990, se actualizó el V3000 con el frontal del Eterna de capota rígida. Nueva Zelanda fue el único mercado en donde se aplicó dicho cambio en el sedán 4 puertas de quinta generación. Este modelo se fabricó hasta 1991, cuando se sustituyó por la segunda generación australiana del Mitsubishi Magna TR V6, que siguió llamándose Mitsubishi V3000 en el mercado neozelandés.

### Sedán de capota rígida

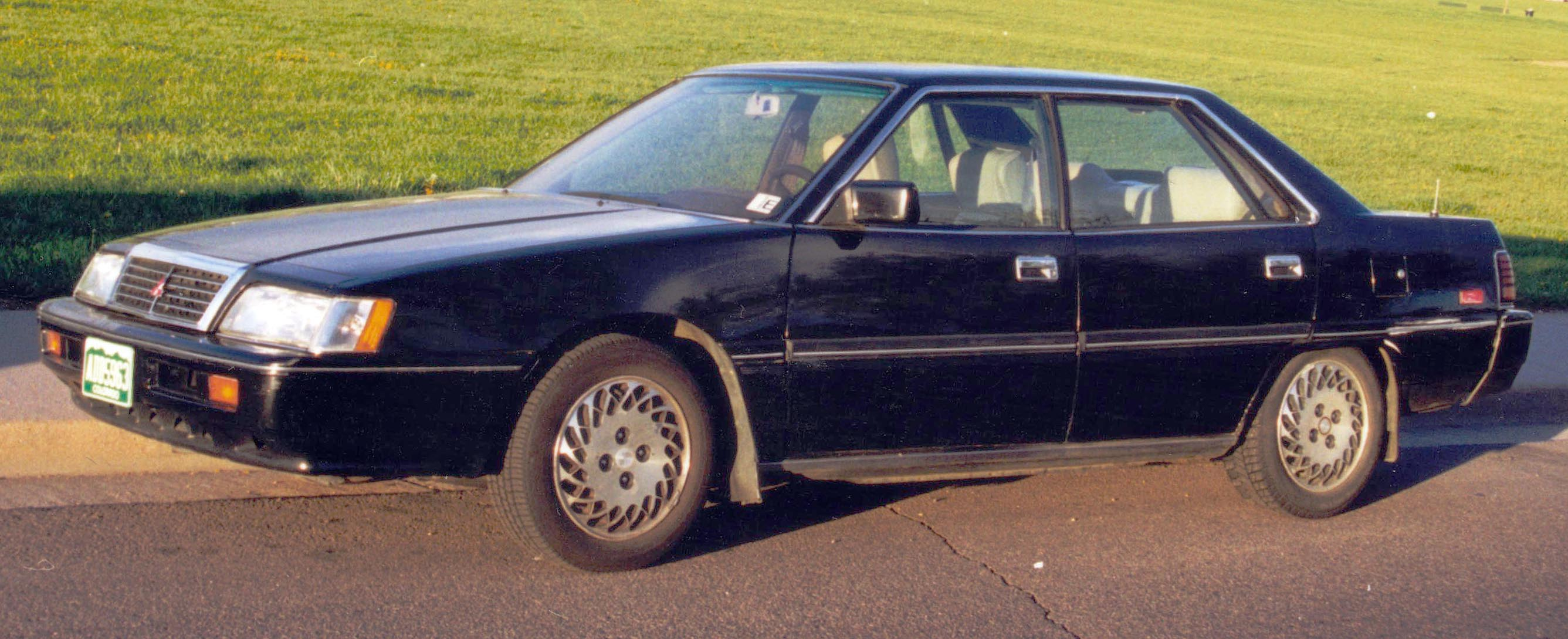
Mitsubishi Sigma de 1990

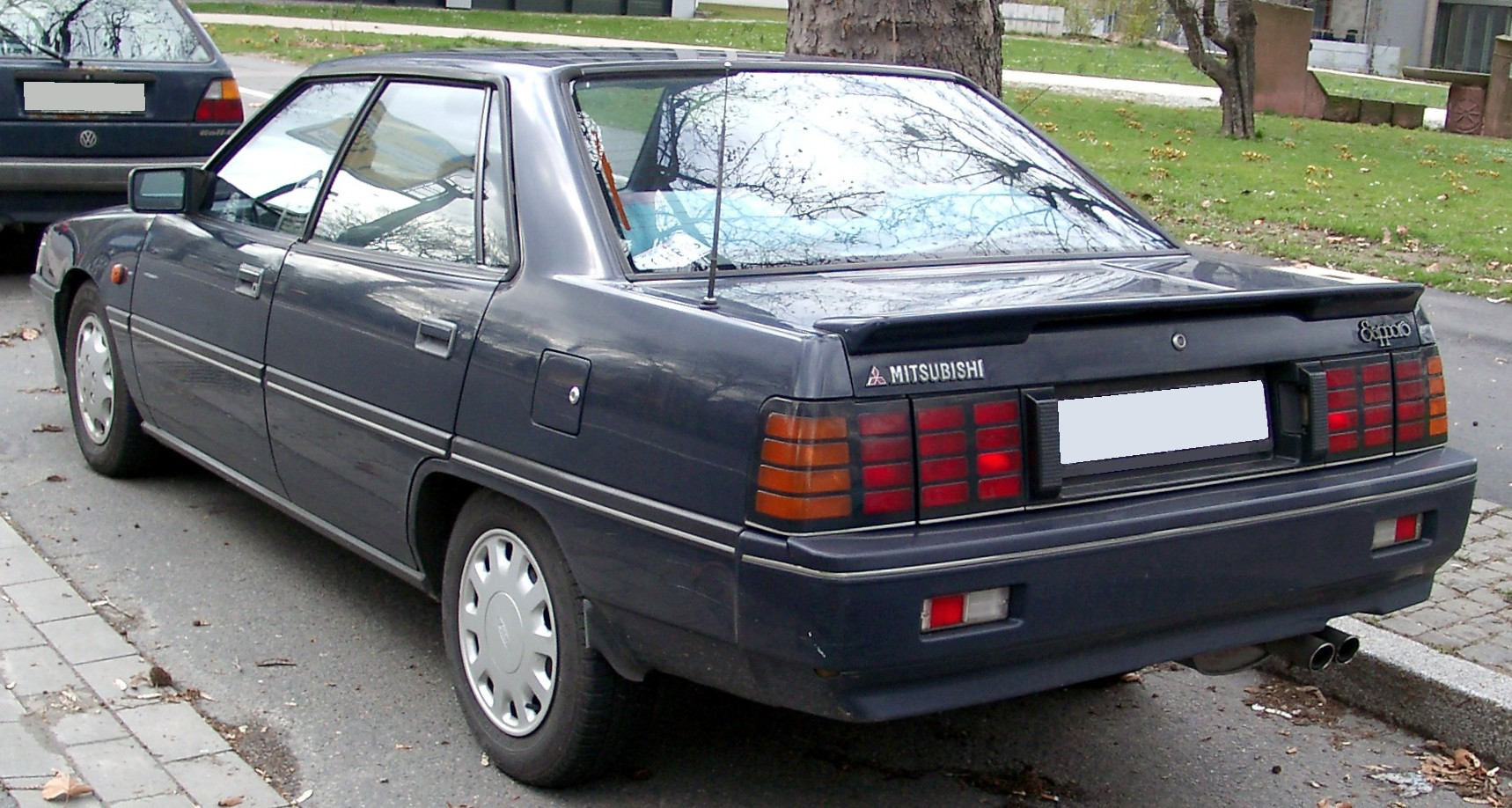
Mitsubishi Sapporo

La carrocería del sedán de capota rígida se utilizó en mercados de exportación, donde recibió un diseño de 6 ventanillas a diferencia del modelo del mercado japonés. Se comercializó bajo distintos nombres: "Galant Σ" o "Eterna Σ (Sigma)" en Japón, "Sapporo" en Europa, y en los EE. UU. como "Galant Σ" (modelo del año 1988) seguido del "Sigma" (modelo del año 1989 al 1990). El "Galant Σ" salió a la venta en 1988, pero el "Sigma" recibió llantas de aleación en EE. UU. en el modelo de agosto de 1988 y 1989 hasta 1990. Estos estaban disponibles con motor V6 de 3.0 litros (en Norteamérica solo automático) o 2.4 litros con 4 cilindros en Europa. En el mercado japonés las versiones de capota rígida tenían motores de 2.0 litros y otro más pequeño 6G71 V6 2.0cc en 1986, compartido con la limusina Mitsubishi Debonair. En los mejores modelos de la línea VR con turbo e intercooler y motor 4G63T "Sirius Dash 3x2", que cambiaba automáticamente entre 2 y 3 válvulas por cilindro, dependiendo de la necesidad de l maquinaria para optimizar economía y rendimiento, junto con suspensión autonivelante, climatizador de aire acondicionado, interiores en terciopelo azul, mandos de audio en el volante y llantas de aleación de 15 pulgadas. A partir de 1985, la planta de fabricación se renombró como "Cyclone Dash 3x2".
La fabricación de versiones con capota rígida siguió llevándose a cabo hasta 1990 como gama de lujo de Mitsubishi en los mercados de exportación, hasta que se sustituyó por el Sigma/Diamante. Siguió vendiéndose en Japón, pero solo como Eterna Sigma tras un lavado de cara en mayo de 1989. En Japón la versión de capota rígida estuvo disponible con un motor de 1.8cc en la gama inferior y un V6 de 3.0cc en la gama superior "Duke" tras un lavado de cara. El Mitsubishi Sapporo del mercado europeo debutó en el Salón del Automóvil de Frankfurt en 1987; con un motor 4G64 "Sirius" 2.4 de cuatro cilindros que daba 129 CV (95 kW) a las 5,000 rpm (91 kW en la versión catalizada).

## Sexta generación (E31, E32, E33, E34, E35, E38, E39; de 1987 a 1993)
La sexta generación comenzó a fabricarse en 1987, adoptando un aspecto más alto y redondeado. Esta generación ganó el premio a coche del año en Car of the Year Japan en 1987 y el modelo GS se convirtió en el coche de importación del año de 1989 en Motor Trend. Este Galant llegó al mercado americano en 1989, junto a la generación anterior del Sigma.
Mitsubishi desarrolló la suspensión neumática adaptativa Dynamic ECS, la primera producción de sistemas de suspensión semiactiva electrónicamente controlada del mundo en utilitarios; el sistema se incorporó en el modelo del Galant de 1987.

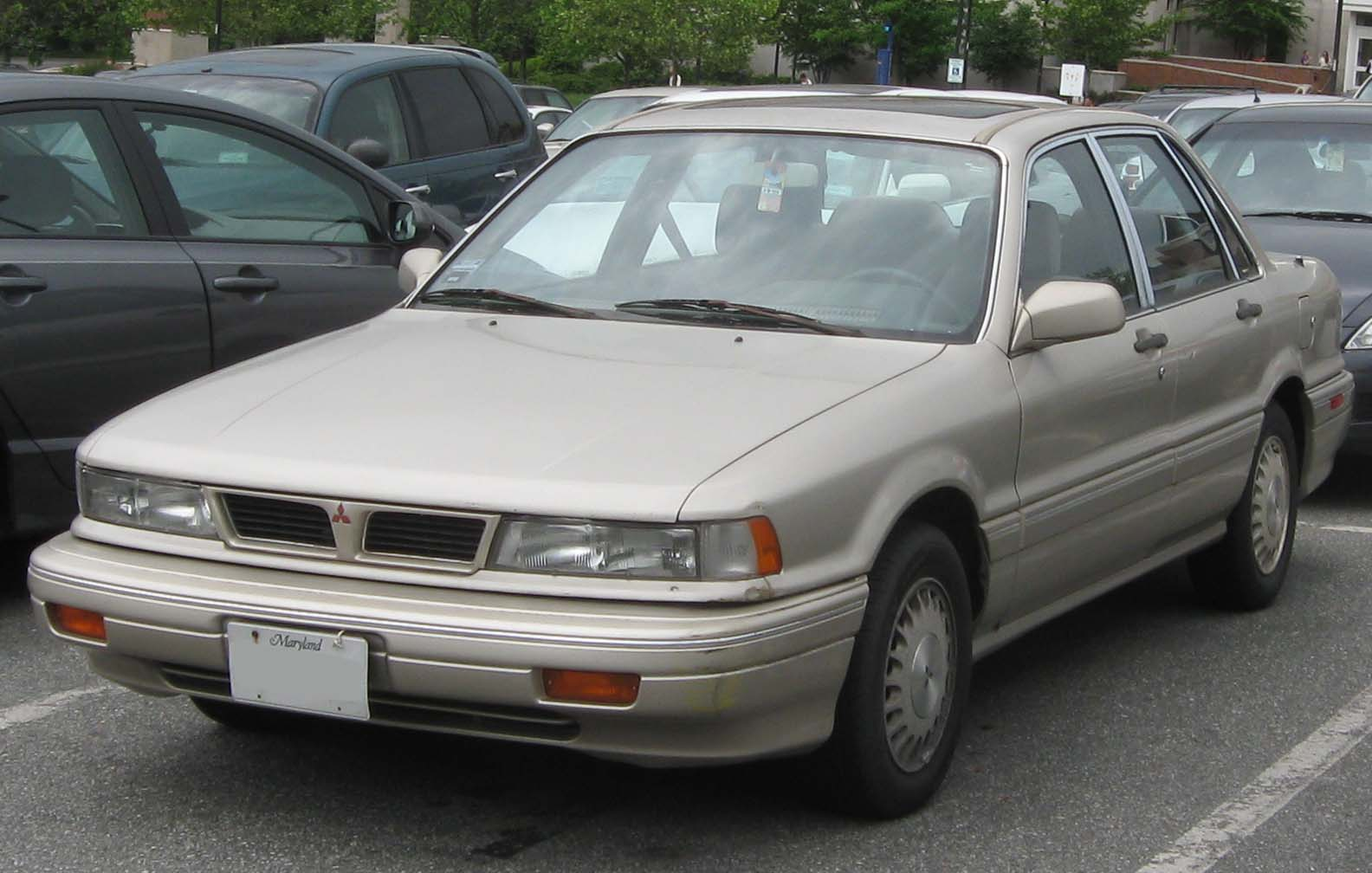
Mitsubishi Galant sedán (restyling)

El Galant sufrió un restyling en 1991, con una parrilla de calandra distinta y otras modificaciones. En 1990, la empresa Mitsubishi Motors inició el ensamblaje de sus productos en las instalaciones de CIF Diasa en la ciudad Barcelona (Venezuela) bajo la modalidad de licencia, comenzando una nueva producción de Galant. Se vendieron hasta 1994 bajo los nombres ZX, MF, MS y MX, que diferenciaban distintos niveles de calidad en interiores, equipamiento y transmisión.
El Sigma acabó desapareciendo en 1990. En 1988 se comenzó a fabricar una versión con capota rígida, llamada en japonés: Mitsubishi Eterna, que en Japón solo se vendió en una cadena de montaje específica, llamada Car Plaza. Esta generación del Galant también se vendió en Canadá, como Dodge 2000GTX y Eagle 2000GTX. La versión de 5 puertas nunca llegó a Norteamérica, ya que los compradores preferían los sedán. Las ventas finalizaron en 1993.
Se vendió una edición limitada GTi 16v en 1989, modificada por la preparadora alemana AMG (propiedad de Mercedes-Benz actualmente), con un motor ligeramente mejorado (125 kW) y un kit aerodinámico exclusivo, llantas de aleación e interior de cuero. También se llevó a cabo un aspecto AMG en el Debonair de 1986.
La sexta generación fue la primera en ver el VR-4, que estableció las bases de participación de Mitsubishi en el World Rally Championship de 1988 a 1992. El motor 4G63 de 2L con turbo y doble árbol de levas en cabeza (DOHC) y tracción a las 4 ruedas que se aplicó posteriormente en el Mitsubishi Lancer Evolution con pequeñas modificaciones que seguirían utilizándose durante 15 años. Empezando en 1989, la serie Mitsubishi Galant V se fabricó para el mercado japonés como una alternativa deportiva al Galant estándar. La línea estaba basada en el Viento y los modelos VX-S/VZ-S, montando motores 1.8 y 2.0 con turbo y doble árbol de levas en cabeza (DOHC), ambos con transmisión manual o automática a elección. La serie V tenía un interior VR-4, diseño exterior y parachoques actualizados (sin faldones laterales), intermitentes blancos, carrocería opcional en dos colores, aire acondicionado, instalaciones eléctricas de elevalunas, limpialunetas, alerón y llantas de aleación. La serie se dejó de fabricar en 1992, cuando se inició la séptima generación.
Seguridad
Calificaciones de pruebas de choque National Highway Traffic Safety Administration (NHTSA) del Galant entre 1991 y 1993:
- Frontolateral (conductor):
- Frontolateral (pasajero):
- Lateral (conductor):
- Lateral (pasajero):
- Vuelta de campana: Sin calificación.

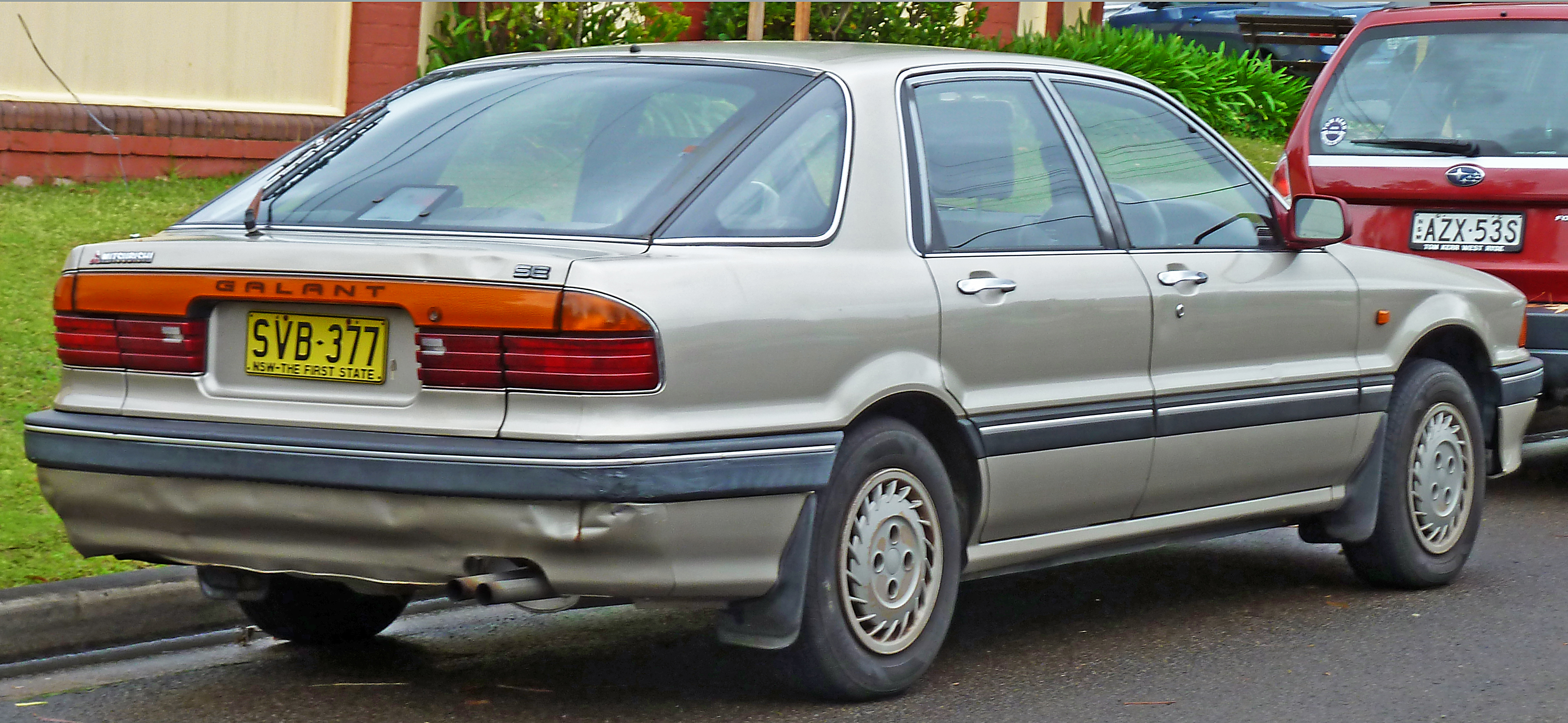
Mitsubishi Galant SE
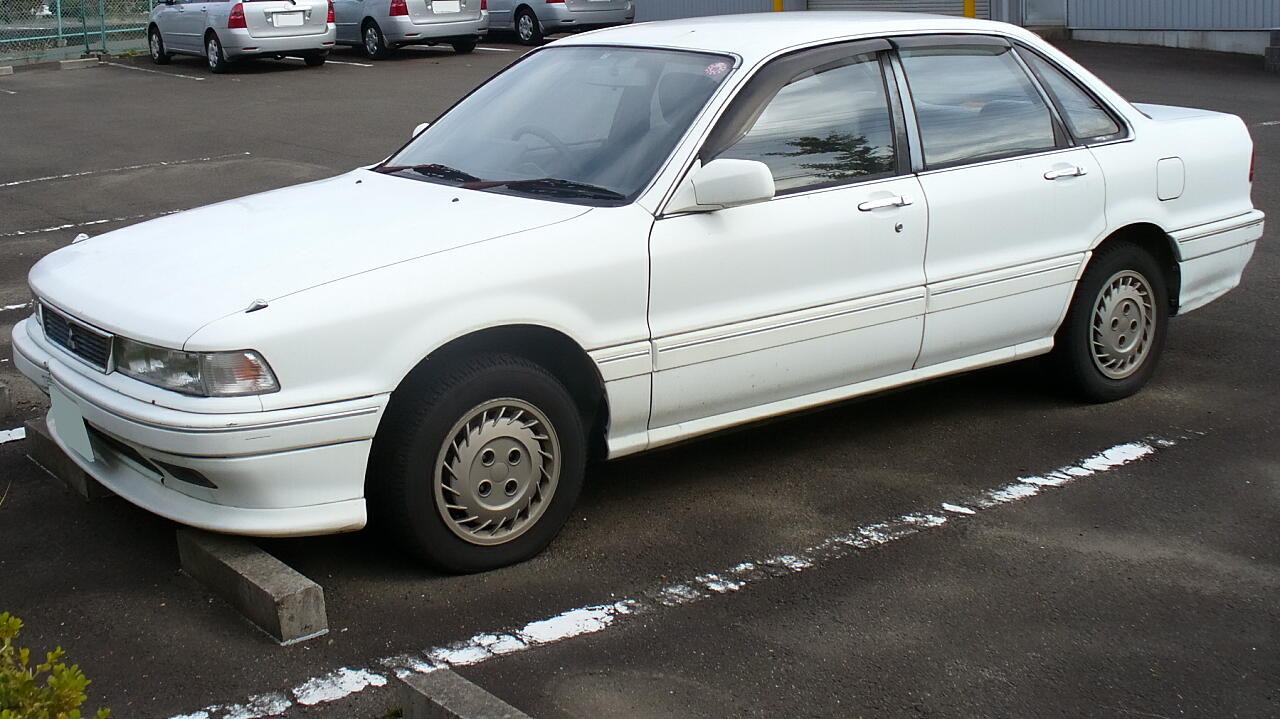
Mitsubishi Eterna Sava sedán de capota rigída sin pilares
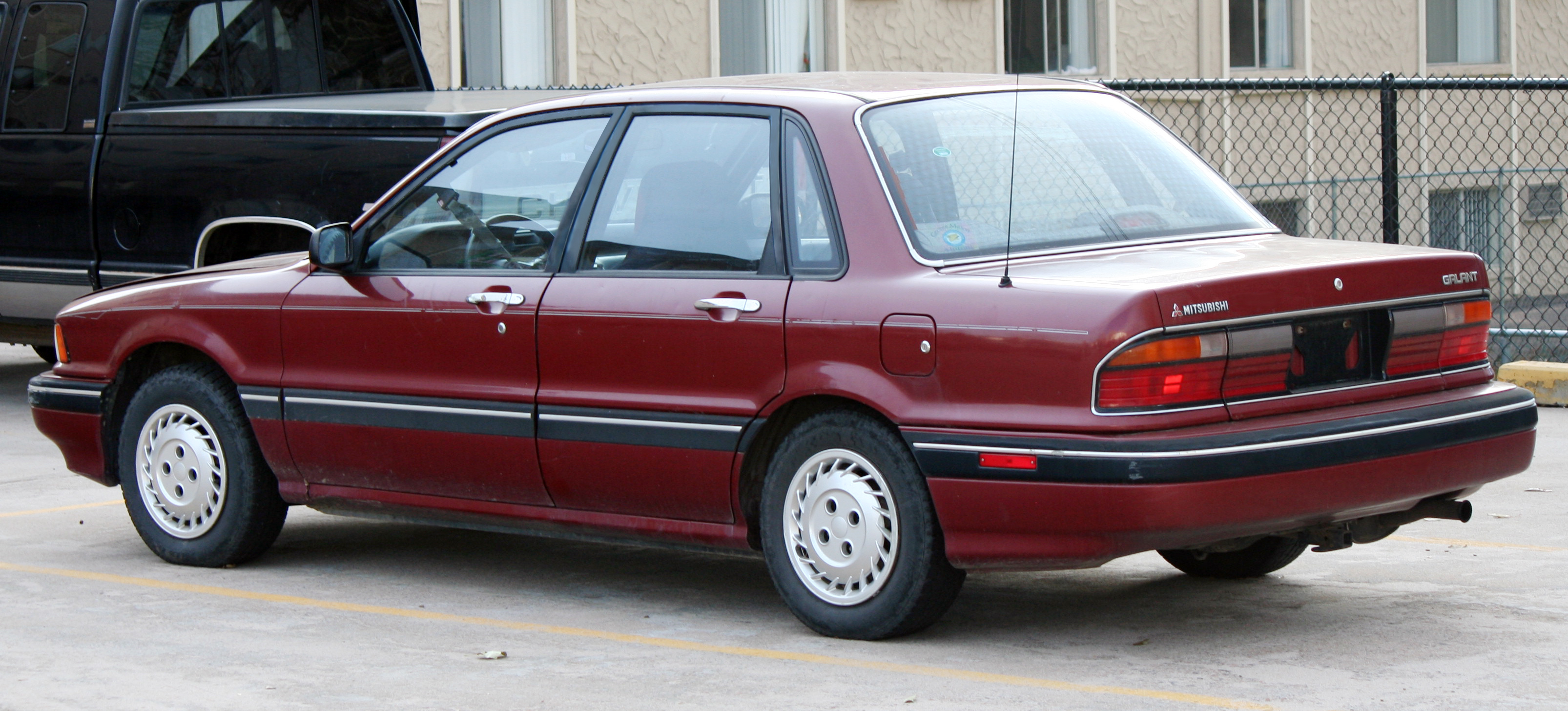
Trasera del Galant sedán de 1990
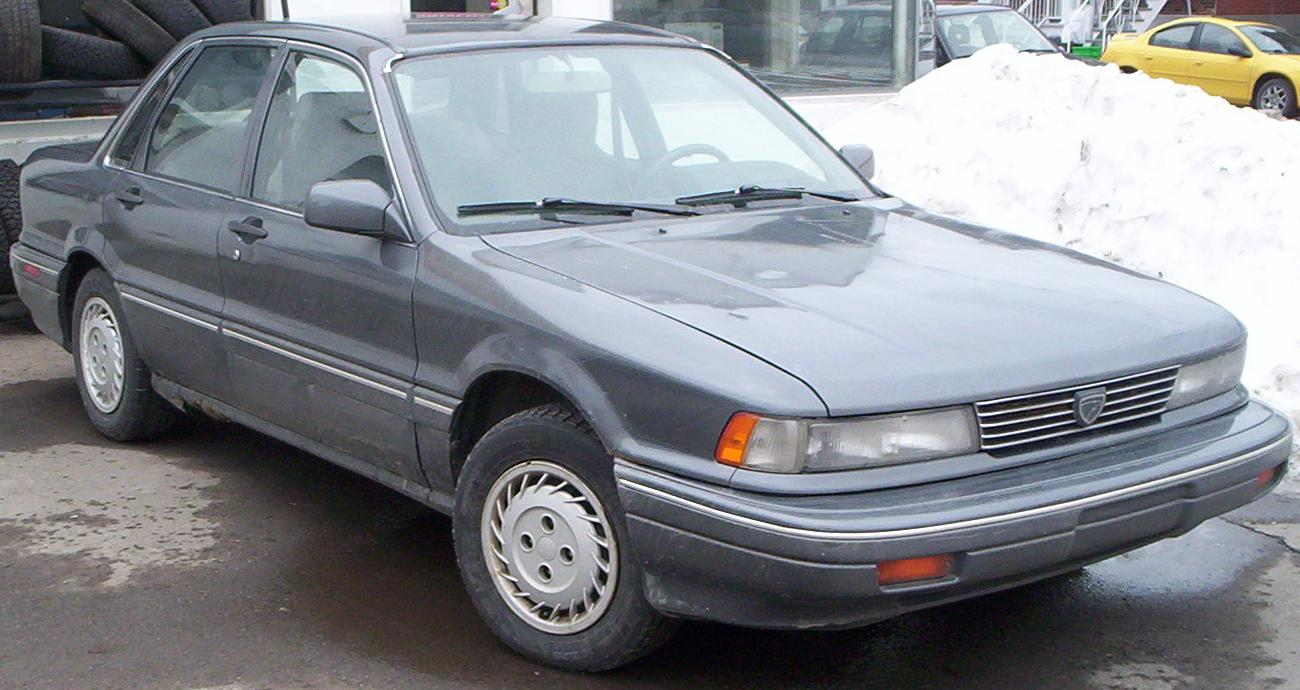
Eagle 2000 GTX

## Séptima generación (E52, E53, E54, E57, E64, E72, E74, E77, E84, E88; de 1992 a 1998)
La séptima generación de Galant debutó en septiembre de 1992 en el Salón del Automóvil de Tokio (modelo del año 1994 en Estados Unidos), originalmente disponible como sedán 4 puertas (que fue el único modelo vendido en Estados Unidos). Un 5 puertas se fabricó en febrero de 1993, en el Salón del Automóvil de Holanda. También salió a la venta una versión japonesa de capota rígida, llamada (en japonés: Emeraude) (esmeralda en francés) en 1992. El ancho del vehículo no cumplía con la normativa de dimensiones del gobierno japonés, por lo que los compradores debían pagar un impuesto adicional y esto tuvo consecuencias en las ventas.
Esta generación marcó sustancialmente el diseño de la suspensión. El frontal se sustituyó de unos puntales a una estructura multibrazo con dos brazos inferiores y uno superior. Esta fue la primera suspensión multibrazo en un coche de motor frontal y tracción delantera. La trasera pasó de ser un eje al nuevo diseño de sistema multibrazo. Ambos diseños se montarían posteriormente en las generaciones de Mitsubishi Eclipse y sus vehículos hermanos.

### VR-4
En 1992, la aparición del Lancer Evolution homologado significó que el Galant VR-4 de gama alta ya no estaba limitado por las regulaciones deportivas. Esto hizo que esta generación estuviera menos orientada a la competición. Aun así, la tracción a las 4 ruedas, que ya existía de la generación anterior, siguió utilizándose para mantener la reputación de Mitsubishi en cuanto a tecnología de optimización de rendimiento, pero el antiguo motor de 4 cilindros en línea fue sustituido por un biturbo de 2.0L V6 mucho más suave, con 4 velocidades de transmisión manual o 4 velocidades INVECS de transmisión automática con "lógica difusa", que permitía que la transmisión se adaptase al estilo de conducción del piloto y las condiciones de la carretera sobre la marcha.
Alcanzaba la velocidad de 0 a 100 km/h en 6,5 segundos y podía llegar a una velocidad punta de 225 km/h (139,8 mph).
Se vendieron variantes del VR-4 con el mismo motor en Japón, como el Eterna XX-4 (1992) y el Galant Sports GT (entre 1994 y 1996).
En Venezuela esta generación se promocionó bajo el nombre VR-4, y solo ingresaron al país pocas unidades importadas entre 1.994 y 1.995
Especificaciones técnicas
Motor
Configuración: DOHC 24v con 6 cilindros en V 6A12TT
Diámetro y carrera, capacidad: 78.4 x 69.0 mm, 1998 cc
Relación de compresión: 8.5:1
Combustible: ECI-MULTI, premium unleaded fuel
Máxima potencia: 177 kW (240,7 CV) a 6000 rpm
Máximo par: 309 Nm a 3500 rpm
Suspensión: Multibrazo (frontal y trasera)
Ruedas/neumáticos: 205/60 R15 91Vβ̞

### Exportación
La producción en Estados Unidos comenzó el 24 de mayo de 1993, cuando la fabricación del Galant de séptima generación en Normal, Illinois acabó. En 1994, salió a la venta una versión GS mejorada con un motor biturbo de 160 CV (118 kW), dirección asistida adaptativa, barra estabilizadora trasera y disponible en transmisión manual.
En Europa también estaba disponible la versión con motor de 2.5 L de 24 válvulas y doble árbol de levas en cabeza de 167 CV (123 kW), que se montaba con tracción a las 4 ruedas, transmisión manual de 5 marchas y cuatro ruedas direccionales. Las carrocerías eran de 4 y 5 puertas. No había versión del diferencial trasero con "limited-slip". Había extras opcionales, como techo solar, aire acondicionado, control de crucero, elevalunas eléctricos, cierre centralizado, asientos calefactables y retrovisores eléctricos.
Seguridad
Calificaciones de pruebas de choque National Highway Traffic Safety Administration (NHTSA) del Galant entre 1997 y 1998:
- Frontolateral (conductor):
- Frontolateral (pasajero):
- Lateral (conductor):
- Lateral (pasajero):
- Vuelta de campana: Sin calificación.

|       |
| Sedán |

|          |
| Liftback |

| Bandera de Japón                    |
| Emeraude 4 puertas de capota rígida |

| Bandera de Estados Unidos |
| Galant de 1995 y 1996     |

|                     |
| Galant VR-4 de 1993 |

## Octava generación (EA1, EA2, EA3, EA7, EC1, EC5, EC7; 1996–2001)
La octava generación del Galant, en 1996, continuó los diseños de la versión de 1992, pero también hizo que viera la luz una versión familiar ranchera de 5 puertas (conocida en Japón como Mitsubishi Legnum), sustituyendo la versión liftback. Este modelo ganó el premio a coche del año de Japón en 1996–97 por segunda vez. Su producción en EE. UU. y Europa duró hasta 2003, pero en otros países fue hasta 2006. En Japón, el Legnum se vendió en una cadena de montaje llamada "Car Plaza", mientras que el Galant siguió siendo exclusivo de los concesionarios Mitsubishi Galant. EL nombre "Legnum" deriva de la palabra del latín "regnum", que significa rango o poder de la realeza.
Este modelo también se produjo en Barcelona (Venezuela), en la única planta de fabricación de Mitsubishi de Latinoamérica. Al principio, el Galant se vendió en dicho país bajo los nombres "MX" y "MF" en 1997 y 1998 (con transmisiones manuales y semiautomáticas INVECS-II, respectivamente), manteniendo posteriormente el nombre de Galant hasta fin de producción en 2006. Sin embargo se vendió con unas opciones de equipamiento limitadas y se podía optar al paquete de aspecto VR-4 en el mercado.
En América del Norte, el Galant se presentó el 7 de julio de 1998 y fue graduado como vehículo mediano (de segmento D) por la Agencia de Protección Ambiental de los Estados Unidos. La suspensión frontal se volvió a cambiar, de multibrazo a una suspensión de puntales, mientras que la trasera se mejoró con una barra estabilizadora en el modelo DE. Los modelos ES, LS y GTZ tenían un motor V6 con 225 caballos de potencia, el 6G72 de 3.0 L, con una transmisión automática de 4 velocidades. Otra diferencia del modelo asiático con el europeo era el sistema ABS, que solo estaba en los modelos de 3.0 L.
Mitsubishi decidió seguir desarrollando su tecnología en el VR-4, montando ahora un 2.5 L V6 biturbo. Disponible con transmisión manual de 5 velocidades o INVECS-II. Algunos modelos tenían el mismo active yaw control (AYC) que el Lancer Evolution, brindando una gran agilidad, mayor de la que se solía ver en vehículos tan grandes. Finalmente se realizó una versión ranchera del VR-4 (conocido como Legnum VR-4 en Japón).
En algunos mercados asiáticos se vendieron versiones MIVEC de 2.0 L con motor 6A12, un motor de carreras V6 aspirado de alta velocidad con una ECU deportiva, llamado "Galant 2.0A" o, en algunas ocasiones, "VR-M". Este motor también lo monta el Mitsubishi de tamaño medio, FTO-GPX. Tenía 200 caballos de potencia y 200 Nm de par. El motor 6A13 más grande de 2.5 L era el más común en el resto del mundo.
En 1998 la empresa sacó el Mitsubishi Aspire. Con un aspecto idéntico al Galant, pero con un nombre distinto que hacía honor a los motores GDI de inyección de combustible directa.
Seguridad
Calificaciones de pruebas de choque National Highway Traffic Safety Administration (NHTSA) del Galant de 2001 sin airbags laterales:
- Frontolateral (conductor):
- Frontolateral (pasajero):
- Lateral (conductor):
- Lateral (pasajero):
- Vuelta de campana: Sin calificación.

Calificaciones de pruebas de choque National Highway Traffic Safety Administration (NHTSA) del Galant de 1999 a 2002 con airbags laterales:
- Frontolateral (conductor):
- Frontolateral (pasajero):
- Lateral (conductor):
- Lateral (pasajero):
- Vuelta de campana: Sin calificación.

|                         |
| Mitsubishi Galant sedán |

|                                      |
| Mitsubishi Galant sedán (por detrás) |

|                            |
| Mitsubishi Galant ranchera |

| Bandera de Estados Unidos |
| Galant de 2002 y 2003     |

## Novena generación (2003-2012)

### Norteamérica
En Estados Unidos se ha fabricado el Galant de novena generación exclusivo en sedán desde el 15 de octubre de 2003. El modelo de 2004 se anunció en abril de 2003 en el Salón del Automóvil de Nueva York, tras la exhibición del prototipo SSS en el Salón del Automóvil Internacional de Norteamérica 3 años antes. El modelo de la novena generación de Estados Unidos solo estuvo en venta en ciertos mercados regionales, como los propios Estados Unidos, Puerto Rico, Rusia, Ucrania y Arabia. Rusia empezó a importar sus Galant desde Estados Unidos en 2006. El mercado de Arabia empezó a importarlos desde Estados Unidos desde el modelo de 2007. El Galant también se vendió en Canadá y México hasta los modelos de 2010 y 2009, respectivamente.
Se aumentó notablemente el habitáculo del vehículo, variando también su peso. Con un motor de 4 cilindros en línea y 2.4 litros, mejorado del antiguo diseño del 4G64 al nuevo 4G69, aumentando 20 CV, de 140 a 160. Por otro lado, el motor V6 pasó de un motor de 3.0 litros con 190 CV a uno de 3.8 litros y 235 CV. Todos los Galant norteamericanos tenían freno de disco a las 4 ruedas, pero perdieron la barra estabilizadora trasera.
En 2007 se hizo una versión de rally, mejorando el motor de competición V6 de 258 CV (189,8 kW), añadiendo además una mejor suspensión, con torretas delanteras y barra estabilizadora trasera, además de llantas de aleación de 18 pulgadas. En 2008, solo se fabricó el modelo de rally con V6, siendo omitida la producción de dicho modelo en Canadá, donde se volvería a fabricar en 2009 tras un lavado de cara.
Los modelos del Galant con 4 cilindros vendidos en California, Maine, Massachusetts, New York y Vermont fueron verificados por el PZEV (Partial Zero-Emissions Vehicles), con un motor de 155 CV (114 kW).
Esta iteración del Mitsubishi Galant solo estuvo en venta en la región de Oriente Medio con el modelo de 2007, con motor 2.4 y 3.8 de Estados Unidos.
Osamu Masuko, el director ejecutivo (CEO) de Mitsubishi Motors, dijo que la novena generación del Galant sería la última fabricada en Norteamérica y que se reemplazaría por la línea de producción de MMNA en Illinois, destinada a vehículos pequeños para mercados de exportación.
El último Mitsubishi Galant se fabricó el 30 de agosto de 2012. En Japón, el único mercado de Galant, que fue discontinuado hasta el 15 de junio de 2005, fue reemplazada por el Mitsubishi Proudia basado en el Nissan Fuga.

#### Restylings
2006
El Galant sufrió cambios cosméticos, como un adaptador de corriente alterna, una entrada de cable auxiliar y mejoras del interior.
2007
El Galant sufrió cambios, como mejoras en el interior, con navegación, sistema de sonido y demás actualizaciones.
2009
El Galant sufrió un cambio exterior para darle un aspecto más moderno y agresivo.

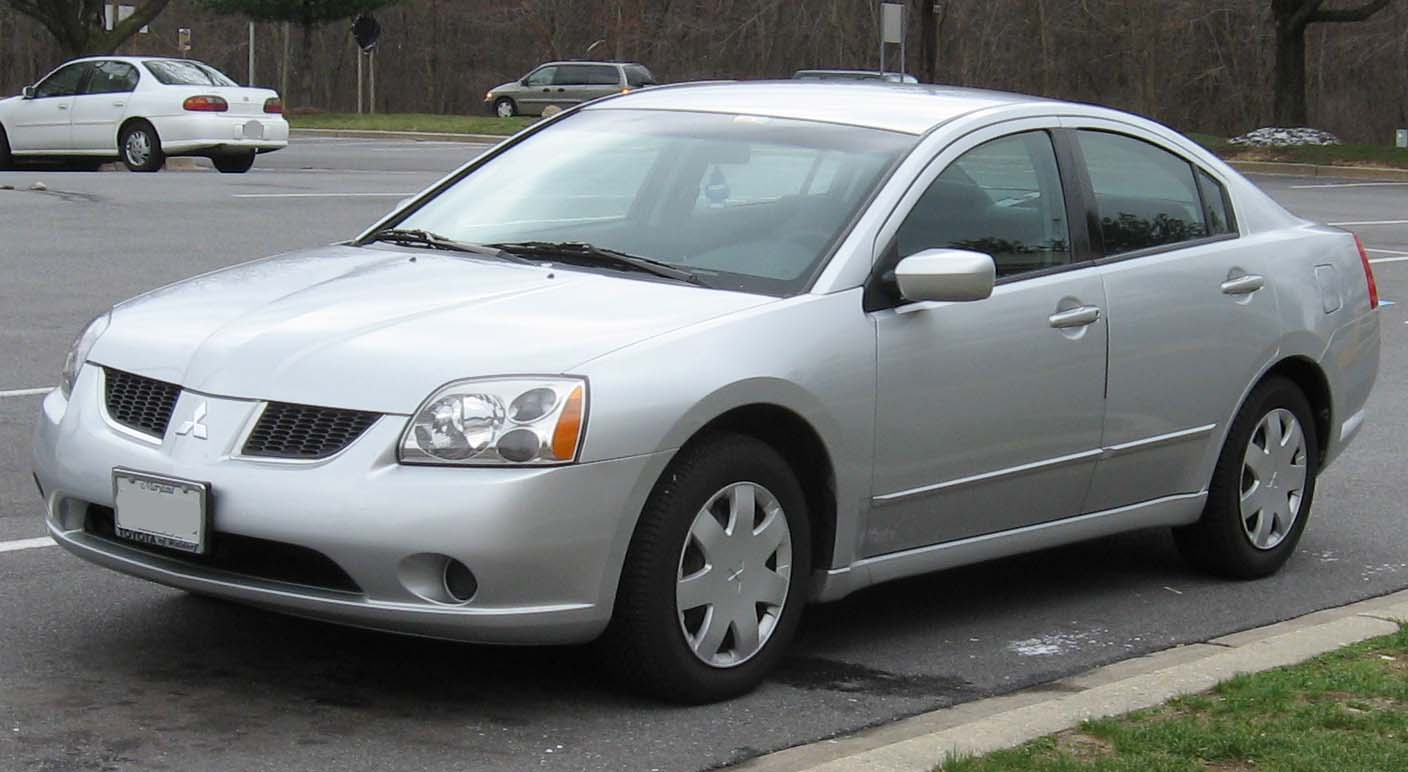
Mitsubishi Galant (2003-2006)
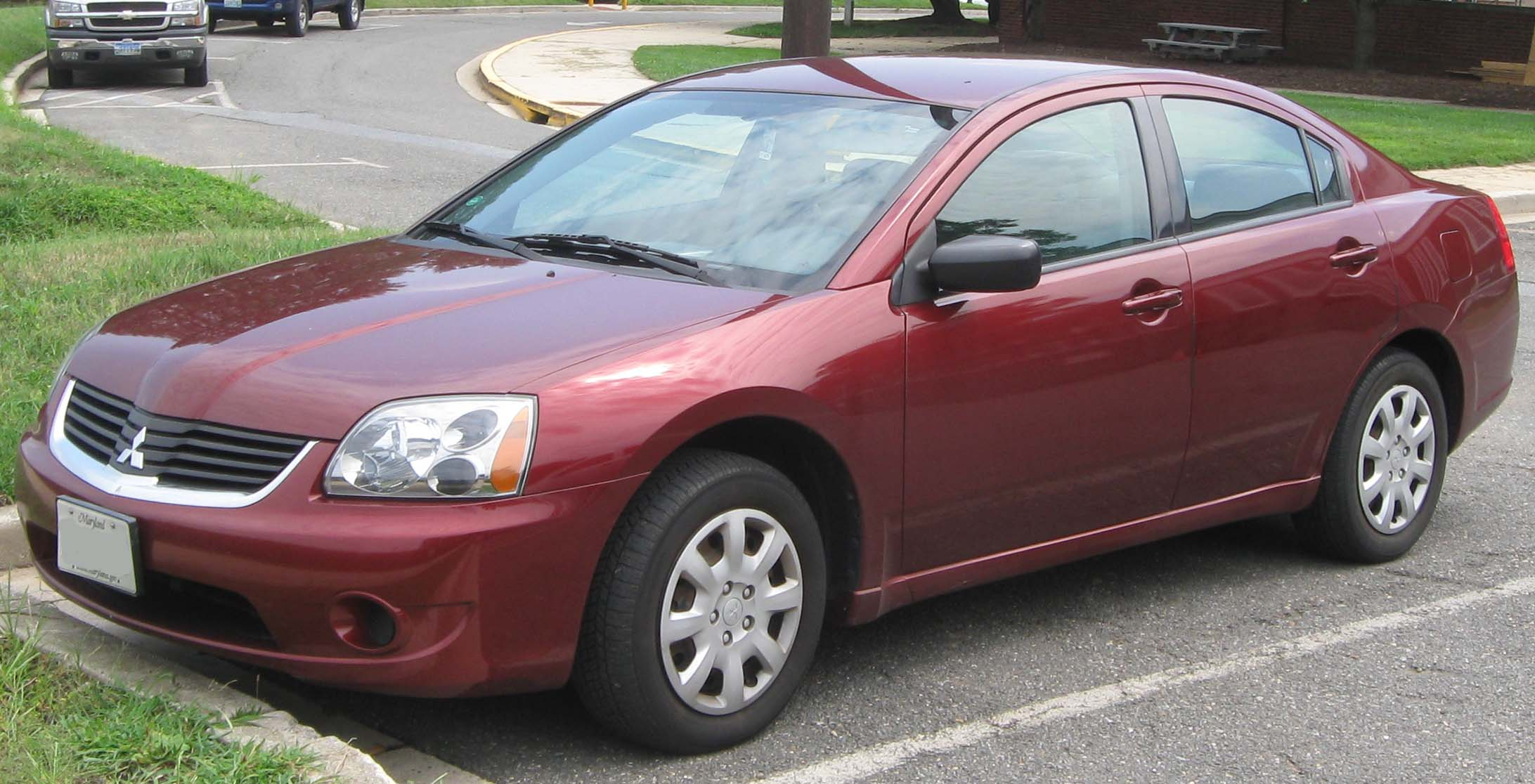
Mitsubishi Galant (2007-2008)
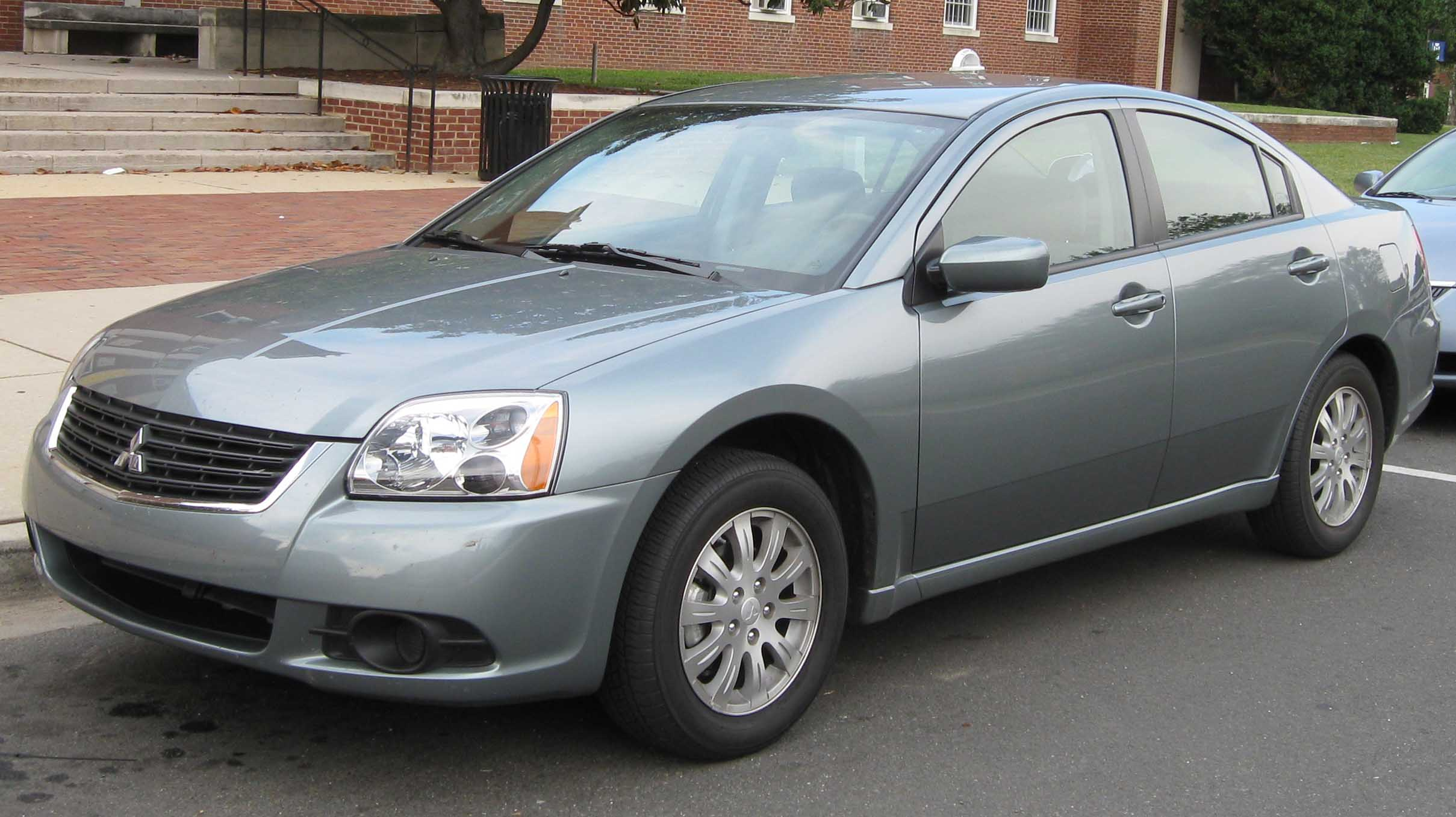
Mitsubishi Galant (2009-2012)

En 2009 se añadió una edición deportiva bajo el nombre "Sport Edition". Esta versión incluía los nuevos estándares de fábrica. Transmisión automática en todos los modelos, con 4 velocidades para el motor de 4 cilindros y 5 velocidades para el motor V6.

### Este de Asia

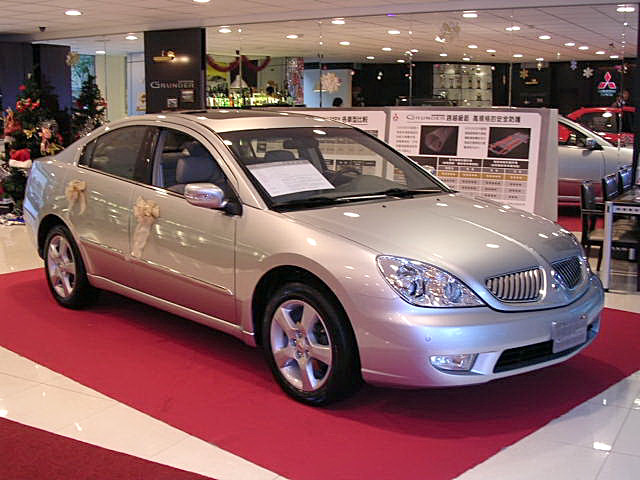
Galant Grunder

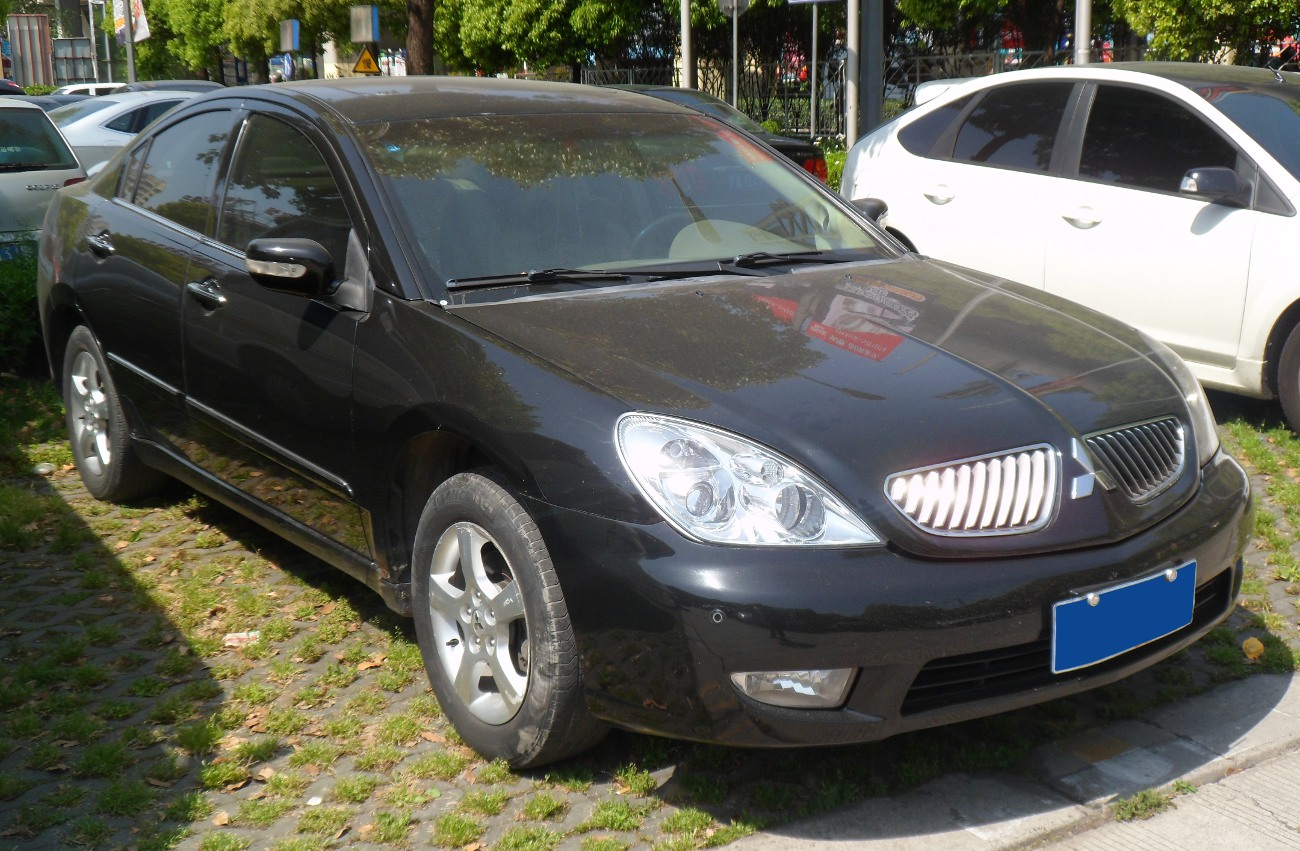
Galant de Soueast-Mitsubishi

Mitsubishi también tuvo fábricas en Taiwán para la novena generación del Galant. En Taiwán, a esta versión se le conoce como Mitsubishi Grunder. Fue una de las primeras regiones ajenas a los Estados Unidos en tener la novena generación del Galant, cuando se sacó el Galant Grunder, en diciembre de 2004, con un frontal único. Había una versión de 162 CV (119 kW) con un motor de 2.4 y 4 velocidades automáticas (INVECS-II) tanto en formato SEi, como en la gama alta EXi.
Este modelo sufrió un lavado de cara para su venta en Filipinas como Galant 240M (con el motor de 2.4 litros), así como en la China bajo el nombre de Galant, por Soueast Motor desde 2006. Los modelos en China montaban un motor de 2.0 o 2.4 litros, ambos con transmisión automática.

### Australia

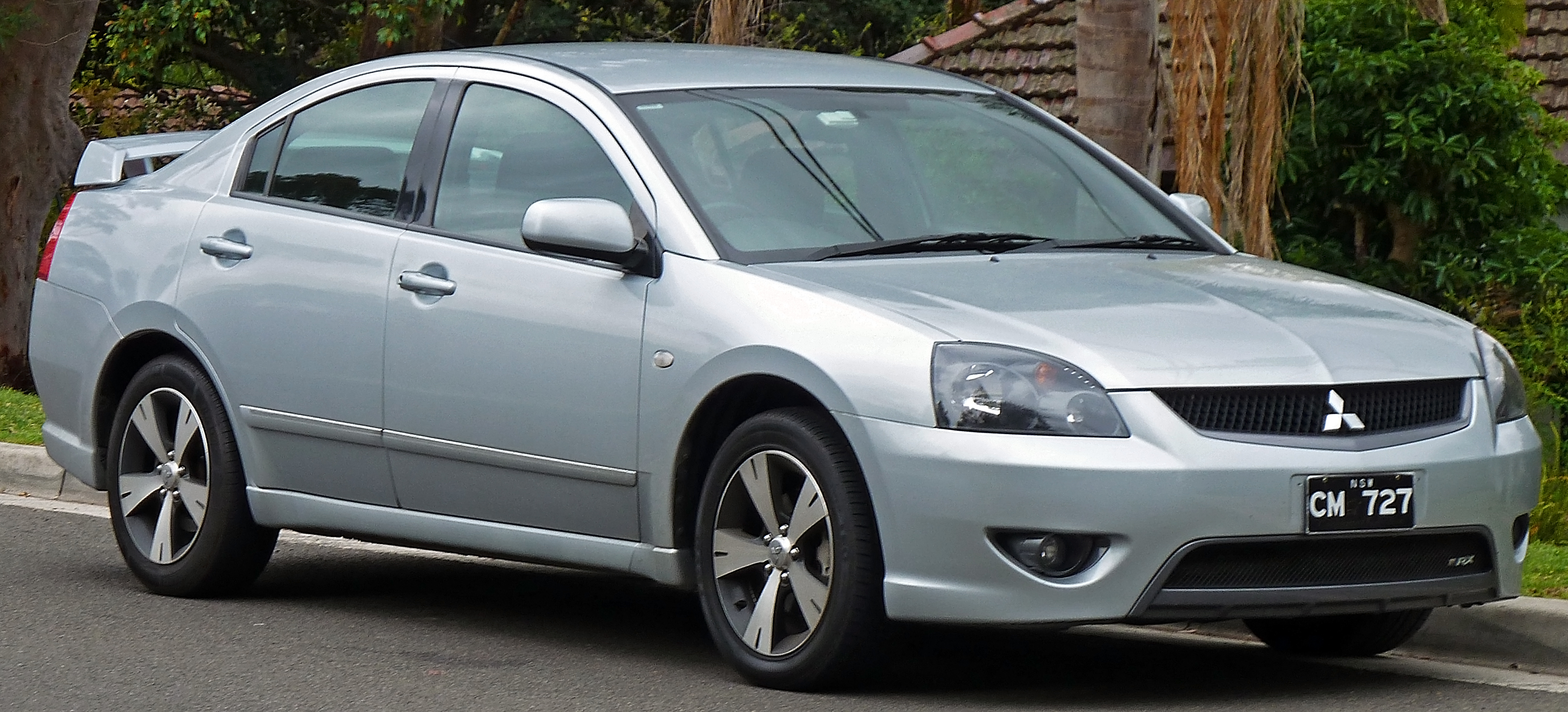
Mitsubishi 380

Desde 2005 hasta 2008, se fabricó una versión australiana llamada Mitsubishi 380 para los mercados australiano y neozelandés. No había motores de 4 cilindros, el 380 solo estuvo disponible con el motor 3.8 6G75 V6 de 175 kW (237,9 CV). Este sustituyó al Magna, siendo el último Mitsubishi fabricado en Australia.

## Brunéi (Galant) (de 2015 a la actualidad)
Desde agosto de 2015, GHK Motors (Mitsubishi Brunéi) sacó una versión Lancer Sportback bajo el nombre del "Galant" en Brunéi.